# Bad Dürkheim

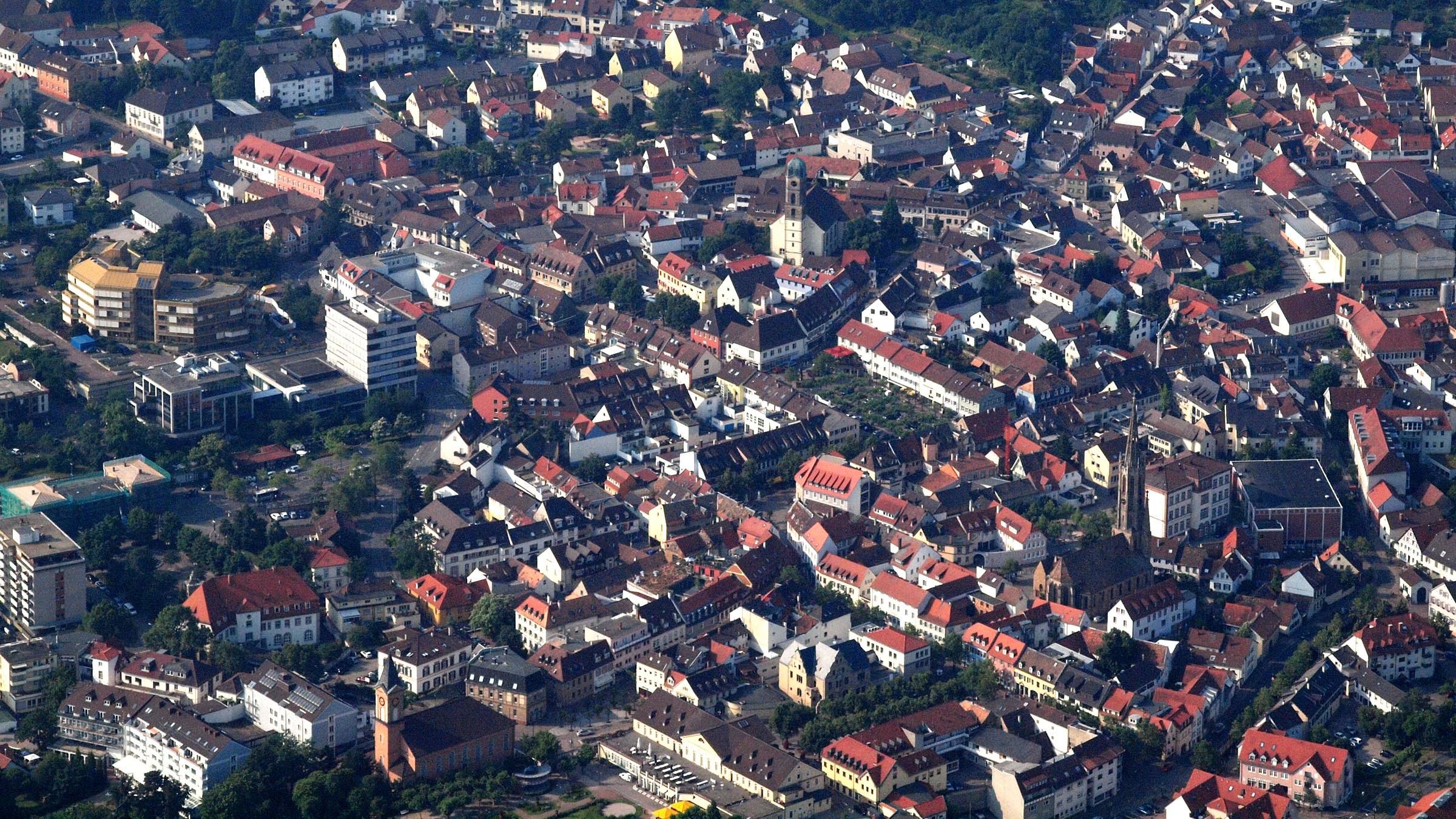
Stadtzentrum

Bad Dürkheim (pfälzisch Derk(e)m, Därkem oder Dergem) ist eine Kur- und Kreisstadt in der Metropolregion Rhein-Neckar am Rande des Pfälzerwalds in Rheinland-Pfalz. Sie ist der Verwaltungssitz des Landkreises Bad Dürkheim und gemessen an der Einwohnerzahl nach Haßloch dessen zweitgrößte verbandsfreie Gemeinde. Überregionale Bekanntheit erlangte die Stadt durch den Dürkheimer Wurstmarkt sowie durch das Dürkheimer Riesenfass. Bad Dürkheim ist gemäß Landesplanung als Mittelzentrum ausgewiesen.

## Geographie

### Lage
Die Kernstadt von Bad Dürkheim liegt unmittelbar östlich der Haardt, wie der Ostrand des mittleren Pfälzerwaldes genannt wird, an der Deutschen Weinstraße, etwa 30 Kilometer östlich von Kaiserslautern sowie knapp 20 km westlich von Ludwigshafen und Mannheim. Die Gemarkung ragt bis weit in den Pfälzerwald hinein und bildet südwestlich des Siedlungsgebiets den sogenannten Limburg-Dürkheimer Wald; im äußersten Nordwesten umfasst sie Gebiete von dessen Teilbereich Diemersteiner Wald.
Die ausgeprägte Ost-West-Erstreckung der Bad Dürkheimer Gemarkung folgt im Wesentlichen der Topographie. Diese ist durch den Verlauf der Isenach geprägt. Von ihrer Quelle im Westen, entlang des Tals der Isenach, über den Stadtkern weiter nach Osten, bis zu ihrem Schwemmkegel, dem Dürkheimer Bruch, mit seinen wechselfeuchten Wiesen, erstreckt sich die Gemarkung über circa 20 km. Kulturgeographisch gesehen haben die Menschen seit jeher ihre unterschiedlichen Siedlungstätigkeiten entlang der Isenach entfaltet. Beispielsweise haben sich am Oberlauf Papierfabriken und Sägewerke angesiedelt, während am Unterlauf in den 1960er Jahren ein Gewerbegebiet und das kommunale Klärwerk errichtet wurden.
Etwa 15 Kilometer südlich liegt Neustadt an der Weinstraße. Östlich der Kernstadt erstreckt sich der Haardtrand.
Nachbargemeinden sind im Uhrzeigersinn – einschließlich Exklaven – Kallstadt, Freinsheim, Erpolzheim, Birkenheide, Ellerstadt, Gönnheim, Friedelsheim, Wachenheim an der Weinstraße, Neidenfels, Weidenthal, Frankenstein, Fischbach (bei Kaiserslautern), Wattenheim, Neuleiningen, Kirchheim an der Weinstraße, Bobenheim am Berg, Weisenheim am Berg, Herxheim am Berg, Weisenheim am Sand, Dackenheim und Altleiningen.

### Erhebungen

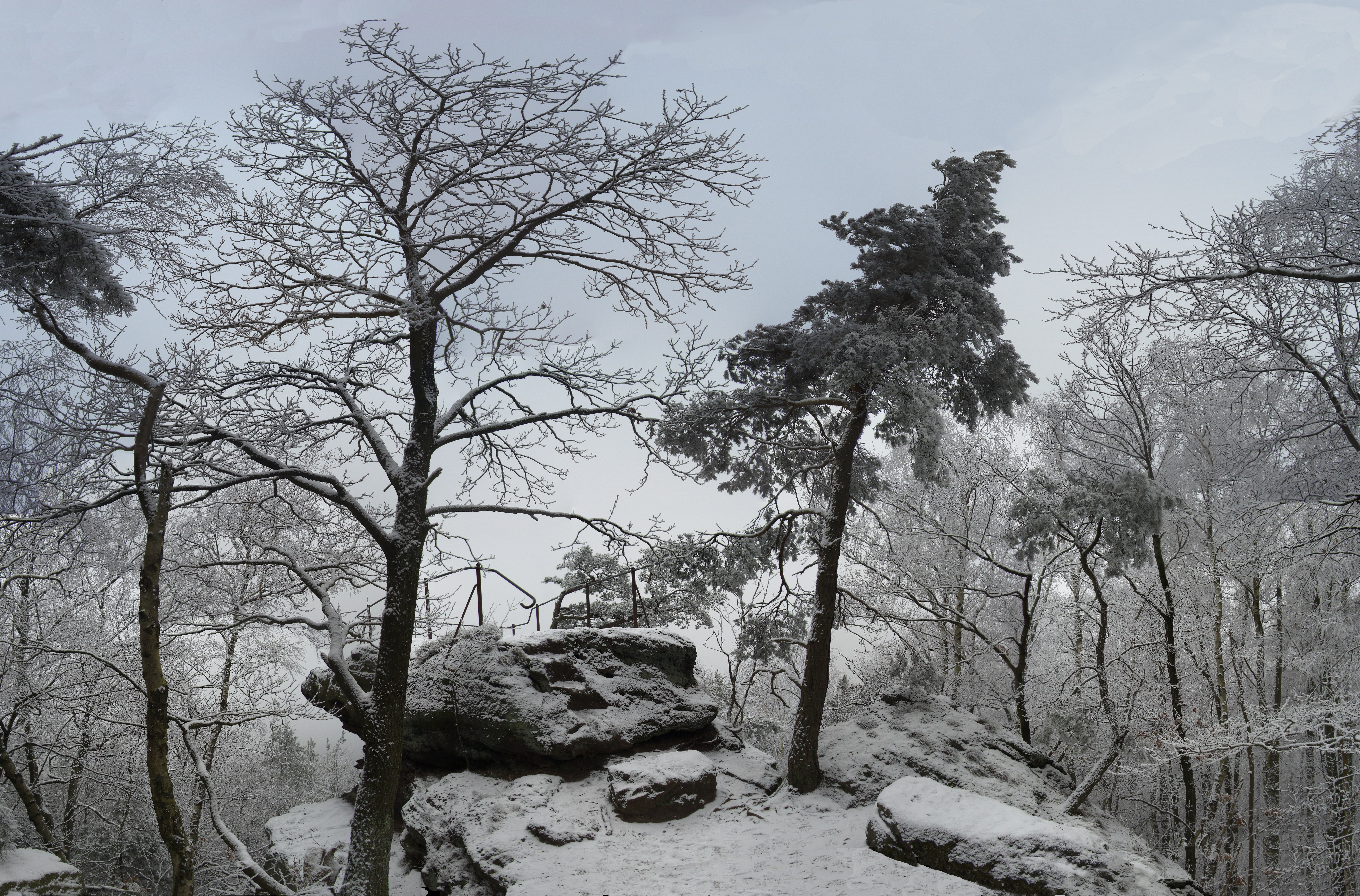
Drachenfels, höchste Erhebung innerhalb der Stadtgemarkung

Auf Gemarkung von Bad Dürkheim befinden sich mehrere Berge des Pfälzerwalds. Entlang dessen Ostrand erstrecken sich Gipfel wie der Ebersberg (342,1 m) und der Kästenberg (300 m). Nördlich von Grethen erheben sich der Kleine Peterskopf (425,1 m) und der Teufelsstein (317 m). An der Grenze zu einer Waldexklave von Herxheim am Berg liegt der Weilerskopf (470 m). Unmittelbar nördlich der Kernstadt und außerhalb des Pfälzerwalds liegt der 147,4 m hohe Michelsberg und südlich von ihr der 224 m hohe Fuchsmantel.
Weiter westlich liegt mit dem 570,8 m messendem Drachenfels die höchste Erhebung innerhalb der Stadtgemarkung. Weitere Berge in diesem Bereich sind der Steinkopf (527 m), der Hohekopf (507 m), der Becherskopf (522 m), der Engelskopf (441 m), der Große Pfaffenkopf (486 m), die Dreispitz (461 m), der Stüterkopf (486 m), der Stüterberg (364 m) und an der Grenze zu einer zu Freinsheim gehörenden Exklave der Rahnfels (517 m). Entlang der Grenze zu Wachenheim liegen der 519 m hohe Seekopf und der 532 m hohe Plankenberg.
Im äußersten Nordwesten der Gemarkung erstrecken sich das 449 m hohe Krumme Eck, der 429 m hohe Spitzkopf, der 484,2 m hohe Bellenscheid, die unmittelbar an der Gemarkungsgrenze zu Altleiningen befindliche Mönchskappe (450,1 m) sowie im Westen der 403,5 m hohe Mainzer Berg.

### Gewässer

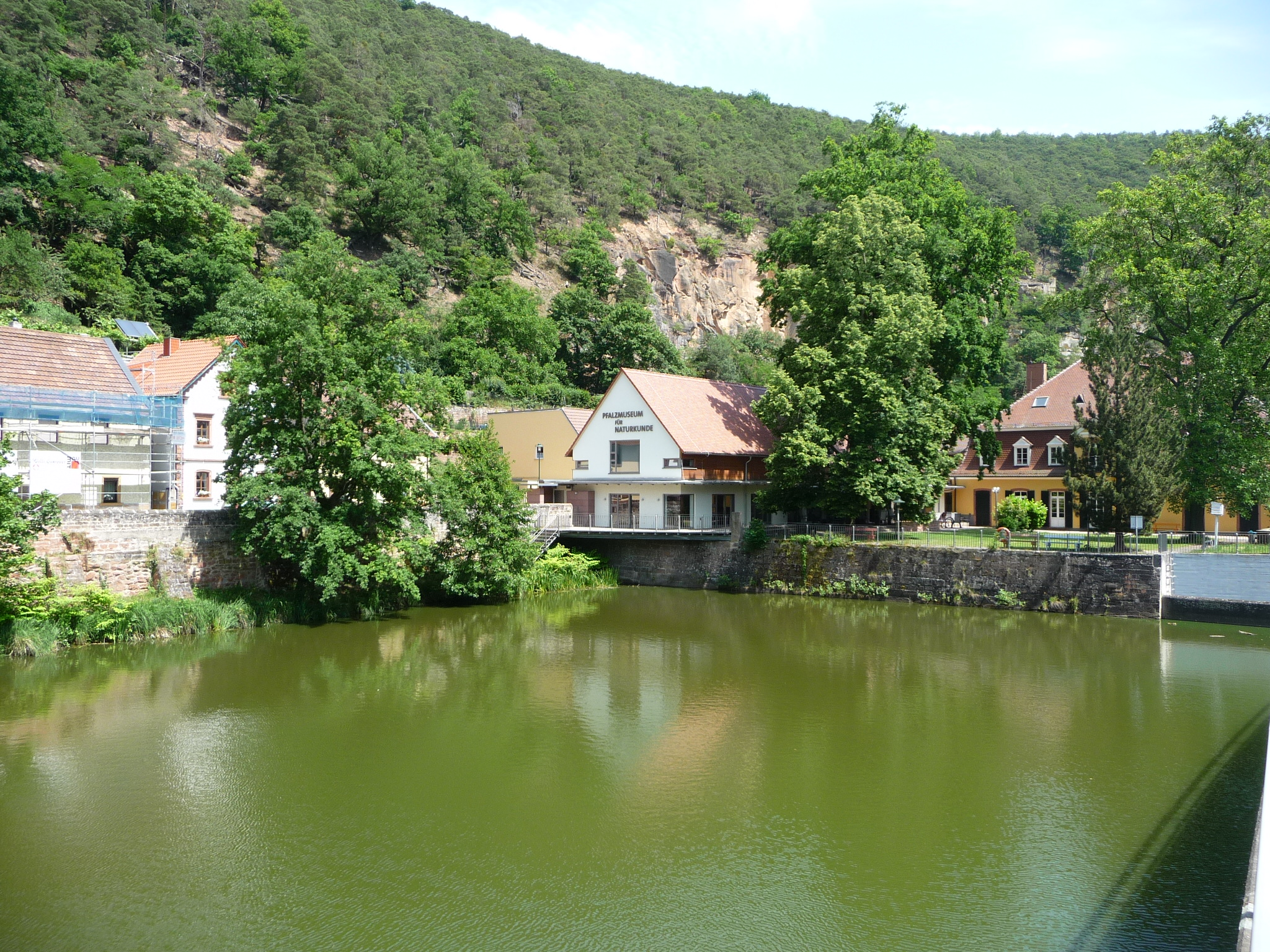
Herzogweiher, dahinter das Pfalzmuseum

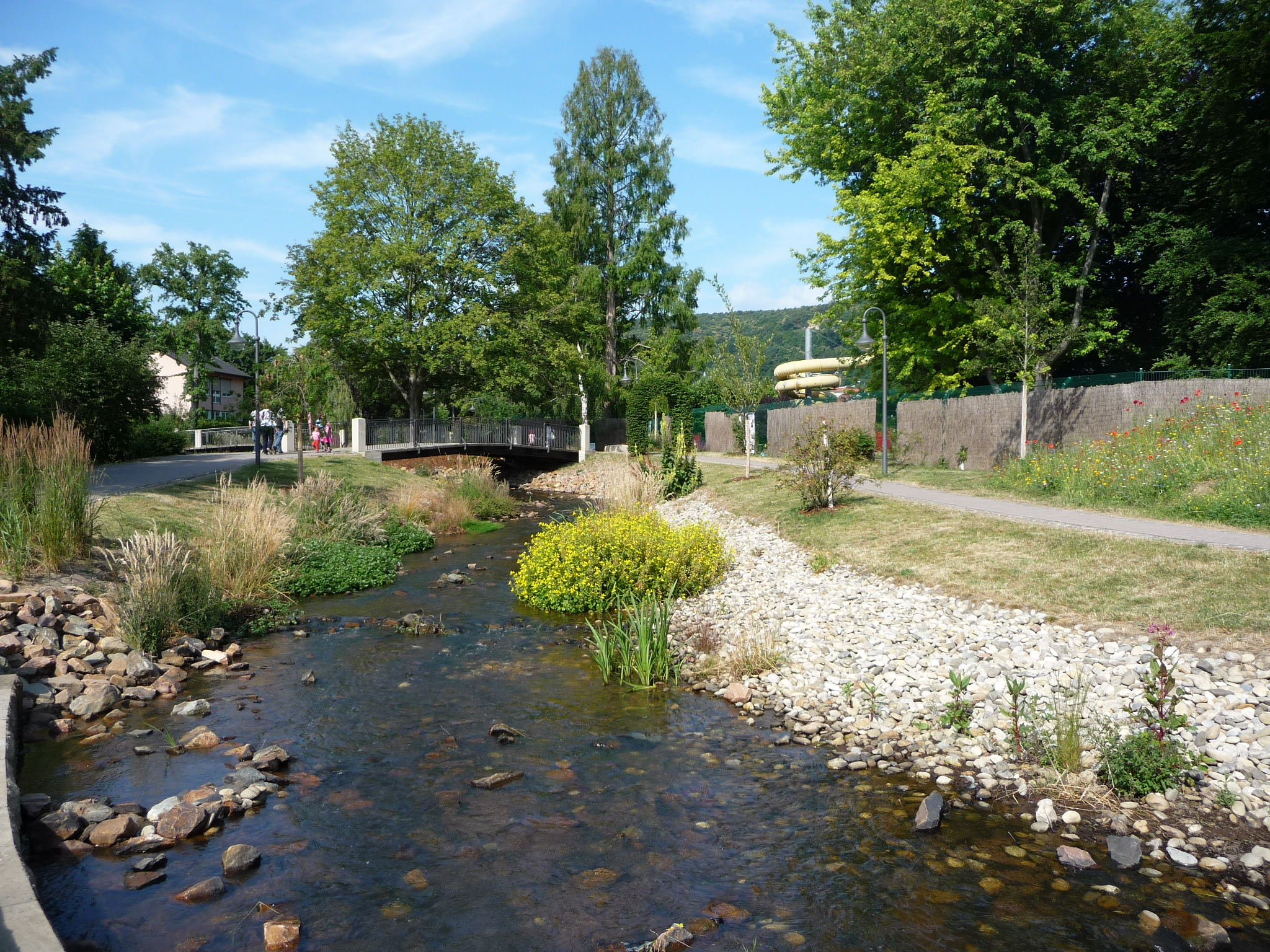
Isenach innerhalb von Bad Dürkheim

Am Nordrand des Ortsteils Grethen befindet sich der Herzogweiher. Nordöstlich der Stadt, also bereits in der Rheinebene, liegt der Almensee.
Von West nach Ost fließt die Isenach durch die Stadt, ein linker Nebenfluss des Rheins, der zugleich das zentrale Gewässer der Stadt darstellt. Sie besitzt mit dem Isenachweiher nahe ihrer Quelle mitten im Pfälzerwald einen Stausee. Im Nordosten zweigen von ihr der Erlengraben und der Albertgraben ab. Zum Flusssystem der Isenach gehören der Kirschbach, Dreibrunnentalbach beziehungsweise Stütertalbach samt dessen Nebenfluss Glashüttentalbach sowie der Pfaffentalbach. All diese Gewässer verlaufen auf ihrer gesamten Länge durch die Waldgemarkung der Stadt.
Zudem verläuft im Nordosten für nur wenige hundert Meter der Schlittgraben über die Stadtgemarkung. 2023 wurde zum Hochwasserschutz ein umfangreiches Projekt entlang des Grabensystems im Bad Dürkheimer und Erpolzheimer Bruch abgeschlossen. Seit dem Frühjahr 2019 wurde dazu das 125 Hektar große Areal renaturiert und unter anderem sechs Hochwasserrückhaltebecken und ein Damm gebaut.
Weitere Bäche entspringen im westlichen Waldgebiet von Bad Dürkheim, fließen aber unmittelbar hinüber zu den Nachbargemeinden. So entspringt mehrere Kilometer südlich der Isenach der Schwabenbach, der abseits der Bebauung verläuft und nach einigen Kilometern Wachenheim erreicht. Im äußersten Westen bildet der Glasbach, ein linker Nebenfluss des Hochspeyerbachs, auf weiter Strecke die Grenze zu Frankenstein. Dessen linker Nebenfluss Erlenbach entspringt auf dem Stadtgebiet, um nach einem Kilometer auf das Gebiet der Gemeinde Frankenstein zu gelangen. Der Siebenquellenbach, ebenfalls ein linker Nebenfluss des Glasbachs, bildet auf gesamter Länge die Gemarkungsgrenze zu Fischbach.

### Klima

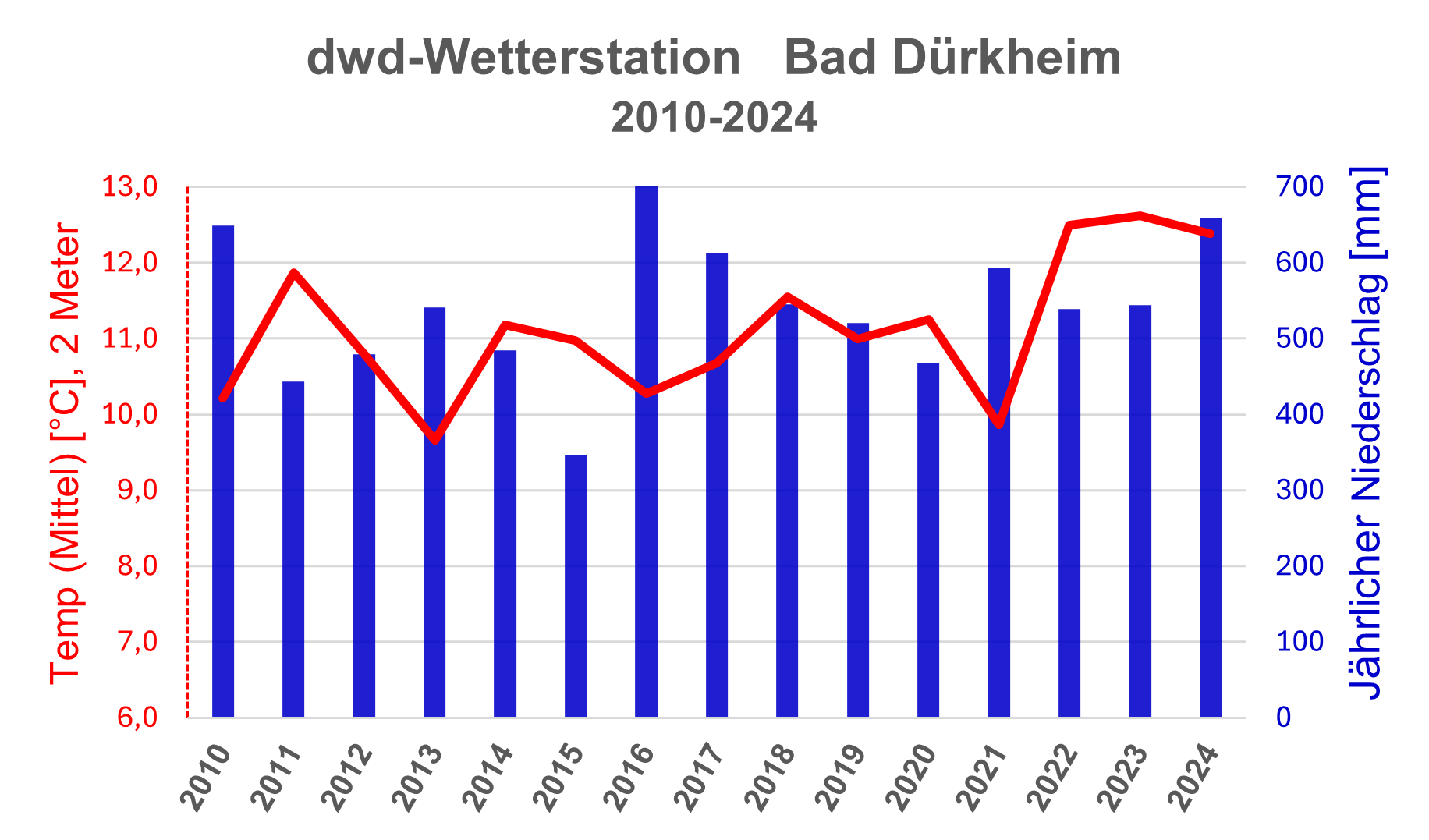
Jährliche Niederschlagsmenge und mittlere Temperatur der Jahre 2010–2024 in Bad Dürkheim

Wie im gesamten Oberrheingraben herrscht in Bad Dürkheim ein trocken-warmes Klima. Die mittlere Jahresdurchschnittstemperatur beträgt in Bad Dürkheim etwa 11,1 °C. An Sommertagen entstehen tagsüber lokale warme Hangaufwinde (kommend von der Rheinebene über die Weinstraße hinauf in die Hangzonen des Pfälzerwaldes). In der Nacht kehrt sich dieser Effekt um und es entstehen lokale Hangabwinde.
Jährlich fallen durchschnittlich 574 mm Niederschlag. Das liegt im unteren Viertel der in Deutschland erfassten Werte, nur an 16 % der Messstationen des Deutschen Wetterdienstes werden niedrigere Werte registriert. Der trockenste Monat ist der Februar, die meisten Niederschläge fallen im Mai, nämlich 1,6-mal mehr als im Februar. Die Niederschläge variieren wenig und sind sehr gleichmäßig über das Jahr verteilt. An nur 1 % der Messstationen werden noch niedrigere jahreszeitliche Schwankungen registriert. Neben der Wetterstation des Deutschen Wetterdienstes in der Nähe des Flugplatzes, betreibt die Agrarmeteorologie RLP eine eigene Messstelle im Bereich Am Neuberg.

### Ortsteile

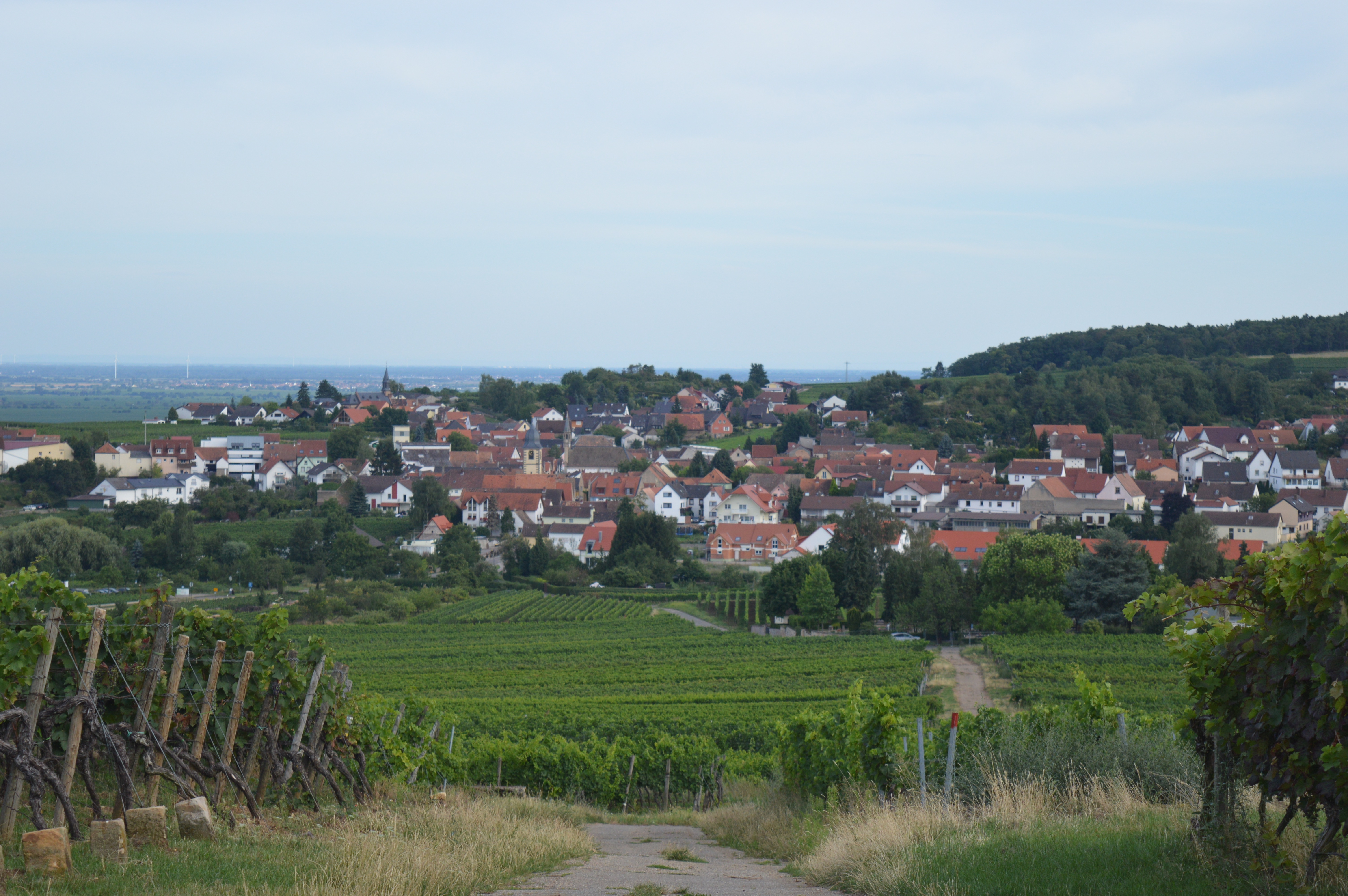
Leistadt

Neben der Kernstadt existieren westlich von ihr die eingemeindeten Stadtteile Grethen und Hardenburg. Zum Ortsbezirk Grethen gehört zusätzlich die Siedlung Hausen und zu Hardenburg das Jägerthal. Seebach, das sich südwestlich der Ursprungsstadt befindet, ist baulich mit dieser inzwischen zusammengewachsen, ebenso wie der unmittelbar östlich der Kernstadt befindliche Stadtteil Trift und nordöstlich die Sägmühle. Im Nordosten liegt der Stadtteil Ungstein, zu dem zusätzlich der Weiler Pfeffingen gehört und im Norden, auf einer Anhöhe gelegen, der Stadtteil Leistadt.

## Geschichte

### Eisenzeit
Zwischen 1200 und 500 vor Christus war das Gebiet um den Ostausgang des Isenachtales von Kelten besiedelt. Auf sie geht eine keltische Höhensiedlung bei der späteren Benediktinerabtei Limburg und eine zweite Höhensiedlung auf der nördlichen Seite der Isenach, die Heidenmauer, zurück; 1864 wurde auf dem Heidenfeld ein Fürstinnengrab und am Ebersberg ein Grabhügelfeld mit 60 reich ausgestatteten Gräbern entdeckt. Mit weiteren fünf möglichen Fürstengräbern zeigen diese Bauwerke die Bedeutung der Gegend schon zu damaliger Zeit. Ausgrabungen sollen weitere Erkenntnisse zu diesem keltischen Zentrum erbringen.
Bereits die Römer hinterließen zahlreiche Belege für ihre Aktivitäten, beispielsweise das große römische Weingut Weilberg in Bad Dürkheim-Ungstein mit Friedhof und Herrenhaus, samt Belegen für damals schon angebaute Vorläufer der Riesling-, Traminer- und Burgunder-Reben. Wenige Kilometer weiter südlich in Wachenheim wurde ebenfalls eine Villa rustica gefunden. Bedeutsam waren ebenso der römische Steinbruch Kriemhildenstuhl und der Burgus Bad Dürkheim-Ungstein, der Bestandteil des Donau-Iller-Rhein-Limes war.

### Mittelalter
Die älteste erhaltene Erwähnung des Ortes, als „Turnesheim“, stammt vom 1. Juni 778 und steht im Lorscher Codex. In einem Lehnsbrief des Bischofs von Speyer aus dem Jahr 946 ist von „Thuringeheim“ die Rede.
Um 1025 wurde der Bau der Benediktinerabtei Limburg begonnen, die als Klosterruine überdauerte. Kaiser Konrad II. schenkte die Siedlung Dürkheim am 16. Februar 1035 diesem neu gegründeten Kloster. Es heißt dort, das Kloster erhalte den Ort „zum Eigentum, mit allen Rechten und Nutznießungen wie sie seither die rheinfränkischen Herzöge dort inne gehabt“ hätten. Auch das Kloster Otterberg war im Ort begütert.
Die am 1. Januar 1360 verliehenen Stadtrechte wurden Dürkheim 1471 wieder entzogen, nachdem Kurfürst Friedrich der Siegreiche von der Pfalz den Ort erobert und beträchtliche Zerstörungen angerichtet hatte. Der kurpfälzische Geschützmeister Martin Merz leitete damals die Beschießung.

### Frühe Neuzeit

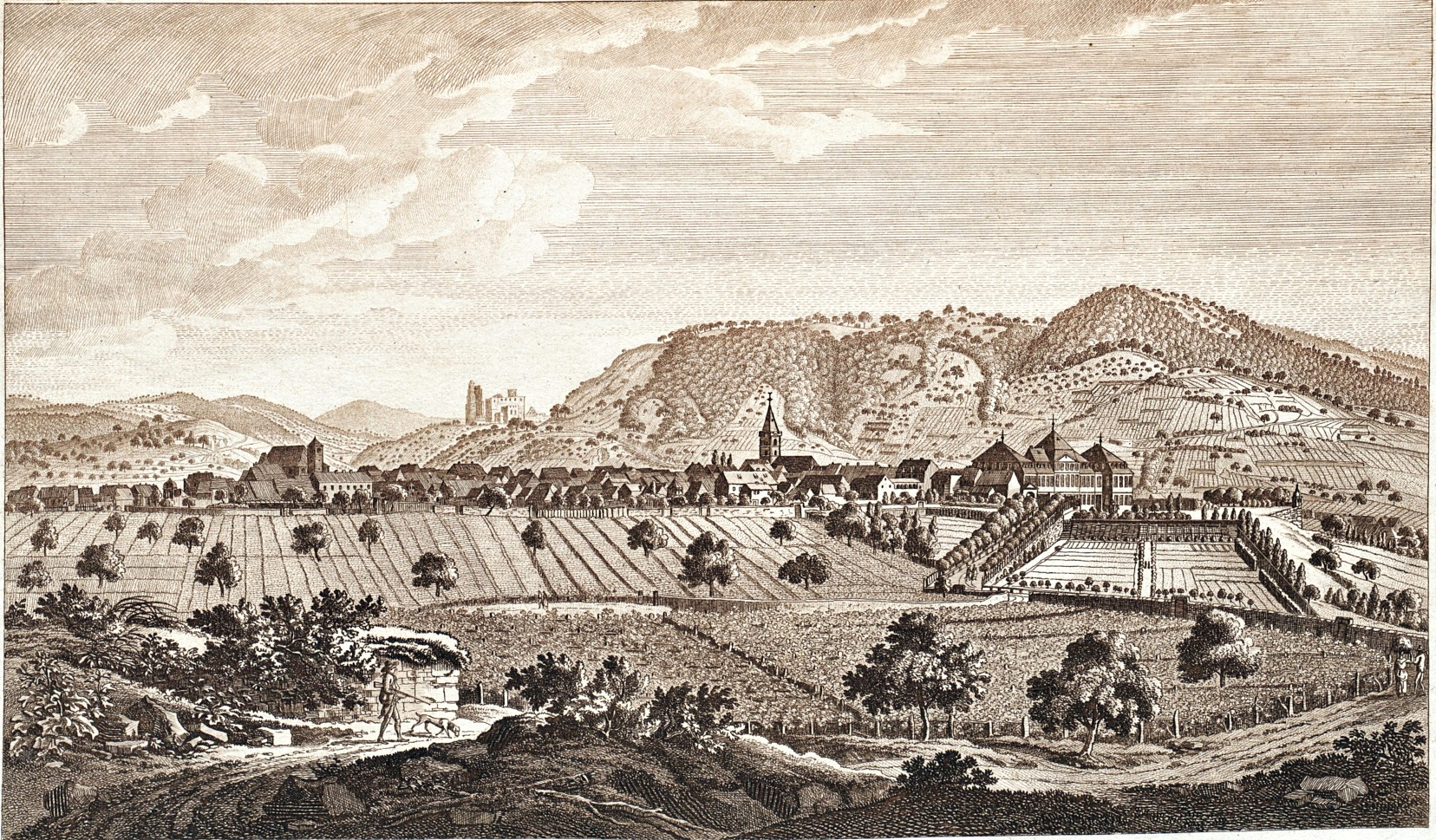
Stich von Johann Jakob Rieger, 1787

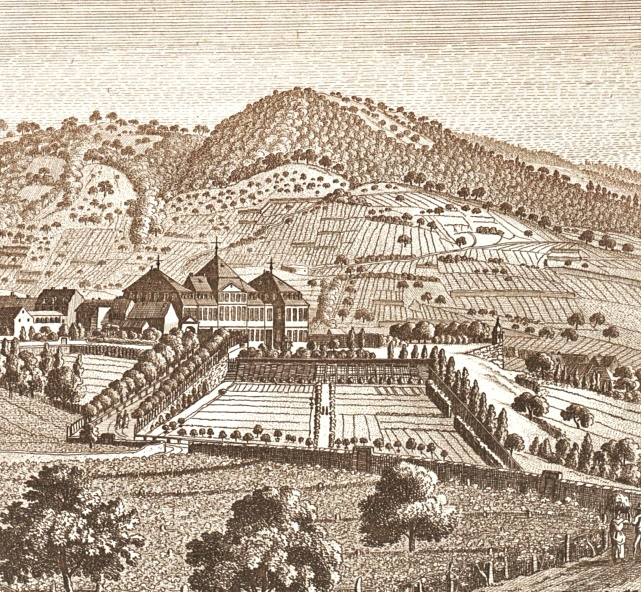
Schloss Dürkheim, 1787

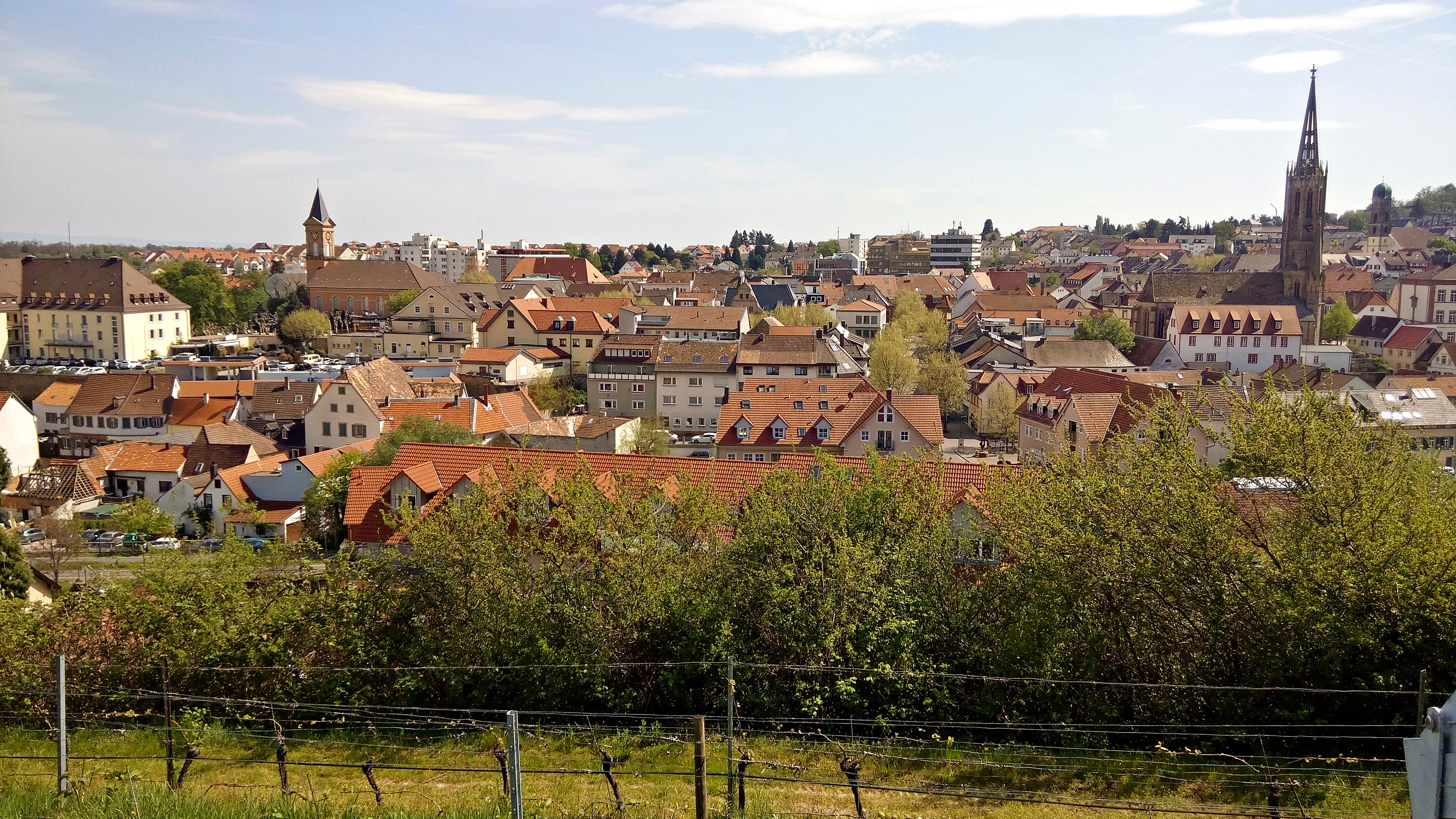
Blick auf Bad Dürkheim vom Vigilienturm aus

Nach dem langsamen Wiederaufbau kam Dürkheim 1554 an die Linie Leiningen-Dagsburg der Leininger Grafen. Im Jahre 1689 wurde der Ort fast vollständig zerstört, als die Truppen Frankreichs im Pfälzischen Erbfolgekrieg die Kurpfalz niederbrannten. Diesmal wurde zügiger wieder aufgebaut, so dass Graf Johann Friedrich von Leiningen bereits 1700 erneut die Stadtrechte vergab. Graf Friedrich Magnus von Leiningen-Dagsburg-Hardenburg (1703–1756) ließ ab etwa 1720 an der nordöstlichen Ecke der Stadt das barocke Schloss Dürkheim als Residenz erbauen und verlegte 1725 hierher seinen Wohnsitz. Dürkheim wurde gräfliche, ab 1779 fürstliche Residenz. Das Schloss brannten die Franzosen 1794 nieder, und es existieren in der Gegenwart ausschließlich geringe Reste. An seinem Platz befinden sich mittlerweile das Kurhaus und das Kurpark-Hotel.
Die Region wurde 1794 im Ersten Koalitionskrieg von französischen Revolutionstruppen besetzt und 1798 an das französische Staatsgebiet angegliedert. Von 1798 bis 1814, als die Pfalz Teil der Französischen Republik (bis 1804) und anschließend Teil des Napoleonischen Kaiserreichs war, war Dürckheim – so die damalige Schreibweise – Verwaltungssitz des gleichnamigen Kantons im Département Donnersberg, dem 21 weitere Gemeinden angehörten sowie der gleichnamigen Mairie. 1815 wurde der Ort Österreich zugeschlagen. Anschließend wechselte der Ort in das Königreich Bayern. Von 1818 bis 1862 war Dürkheim Bestandteil des Landkommissariat Neustadt, das anschließend in ein Bezirksamt umgewandelt wurde. Aufgrund seiner sieben Heilquellen erhielt Dürkheim 1847 den Zusatz „Solbad“.

### 20. Jahrhundert
1902 wurde Dürkheim Sitz des neu geschaffenen Bezirksamt Dürkheim, ehe dieses 1931 wieder in sein Neustadter Pendant eingegliedert wurde. Seit 1904 trägt die Stadt die Bezeichnung „Bad Dürkheim“. Am 31. März 1935 wurden Grethen, Hausen und Seebach eingemeindet. Ab 1939 war die Stadt Bestandteil des Landkreises Neustadt. Am 18. März 1945 wurde Bad Dürkheim durch einen alliierten Luftangriff schwer getroffen, dabei kamen über 300 Menschen zu Tode. Nach dem Krieg wurde die Stadt innerhalb der französischen Besatzungszone Teil des damals neu gebildeten Landes Rheinland-Pfalz. Am 1. Oktober 1952 musste die Stadt im Osten ein Gebiet ihrer bisherigen Gemarkung an die neu gegründete Gemeinde Birkenheide abtreten.
Im Zuge der ersten rheinland-pfälzischen Verwaltungsreform wurden am 7. Juni 1969 Hardenburg und Leistadt und am 22. April 1972 Ungstein mit dem Weiler Pfeffingen nach Bad Dürkheim eingemeindet. Außerdem wurde die Stadt Verwaltungssitz des neu geschaffenen Landkreises Bad Dürkheim und lag im zugleich neu gebildeten Regierungsbezirk Rheinhessen-Pfalz, der bis 2000 Bestand hatte.

## Bevölkerung

### Einwohnerentwicklung
1815 hatte die Stadt weniger als 5000 Einwohner. 1925 war die Zahl bereits auf 7.060 angestiegen. Die Eingemeindungen im 20. Jahrhundert trugen dazu bei, dass sich die Einwohnerzahl in der Folgezeit verdoppelte. 2020 war die Zahl auf 19.331 Einwohner (mit Hauptwohnung) angestiegen.
| Bad Dürkheim: Einwohnerzahlen von 2012 bis 2024 | Bad Dürkheim: Einwohnerzahlen von 2012 bis 2024 | Bad Dürkheim: Einwohnerzahlen von 2012 bis 2024 | Bad Dürkheim: Einwohnerzahlen von 2012 bis 2024 | Bad Dürkheim: Einwohnerzahlen von 2012 bis 2024 |
| ----------------------------------------------- | ----------------------------------------------- | ----------------------------------------------- | ----------------------------------------------- | ----------------------------------------------- |
| Jahr                                            |                                                 |                                                 |                                                 | Einwohner                                       |
| 2012                                            | 2012                                            |                                                 | 18.222                                          | 18.222                                          |
| 2015                                            | 2015                                            |                                                 | 18.499                                          | 18.499                                          |
| 2020                                            | 2020                                            |                                                 | 18.553                                          | 18.553                                          |
| 2024                                            | 2024                                            |                                                 | 19.159                                          | 19.159                                          |
| Quelle(n): statistik.rlp.de                     |                                                 |                                                 |                                                 |                                                 |

### Demographie
Laut Statistischem Landesamt RLP hat die Bevölkerung Bad Dürkheims binnen von 10 Jahren (12/2013 – 12/2023) um 2,4 % leicht zugenommen. Im Jahr 2023 bleib die Einwohnerzahl verglichen mit dem Vorjahr 2022 nahezu konstant. Da auch in Bad Dürkheim die Zahl der Sterbefälle deutlich über der Zahl der Geburten liegt (−7,3 pro 1000 Einwohner/-innen), haben Zuzüge für die Konstanz bei der Population gesorgt (+7,8 pro 1000 Einwohner/-innen). Der Anteil der über 65-Jährigen Bad Dürkheims hat sich während der Jahre 2013 bis 2023 deutlich erhöht. Er liegt Ende 2023 bei 26,5 % (17,7 % im Alter zwischen 65 und 80 Jahren und 8,8 % über 80 Jahren). Der Anteil der erwerbsfähigen Menschen (20 bis 65 Jahre) liegt 2023 bei 56,2 %. Damit ist die Bevölkerung in Bad Dürkheim leicht älter als die im ganzen Landkreis Bad Dürkheim.

#### Tourismus

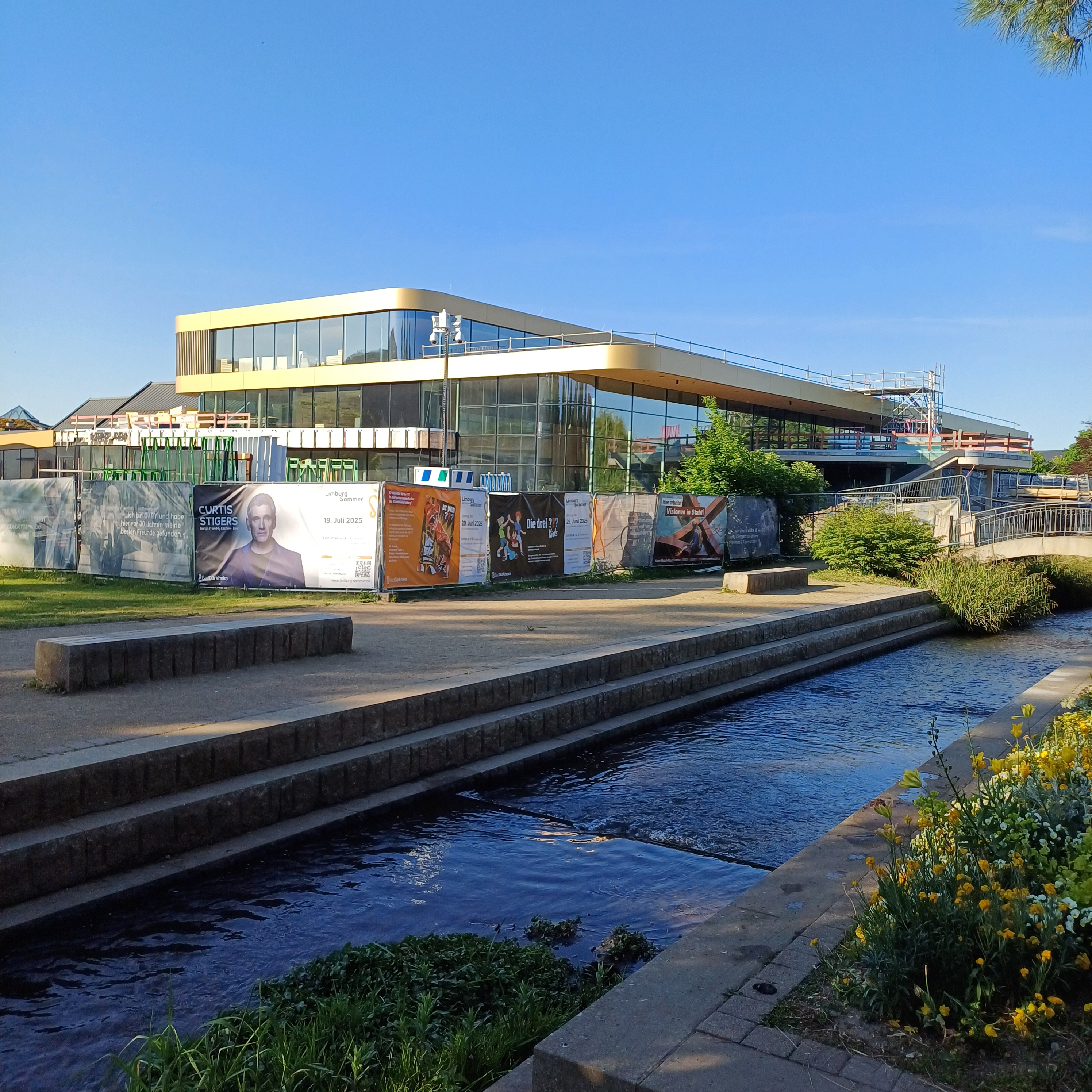
Salinarium Bad Dürkheim Therme (2025)

#### Ansässige Unternehmen

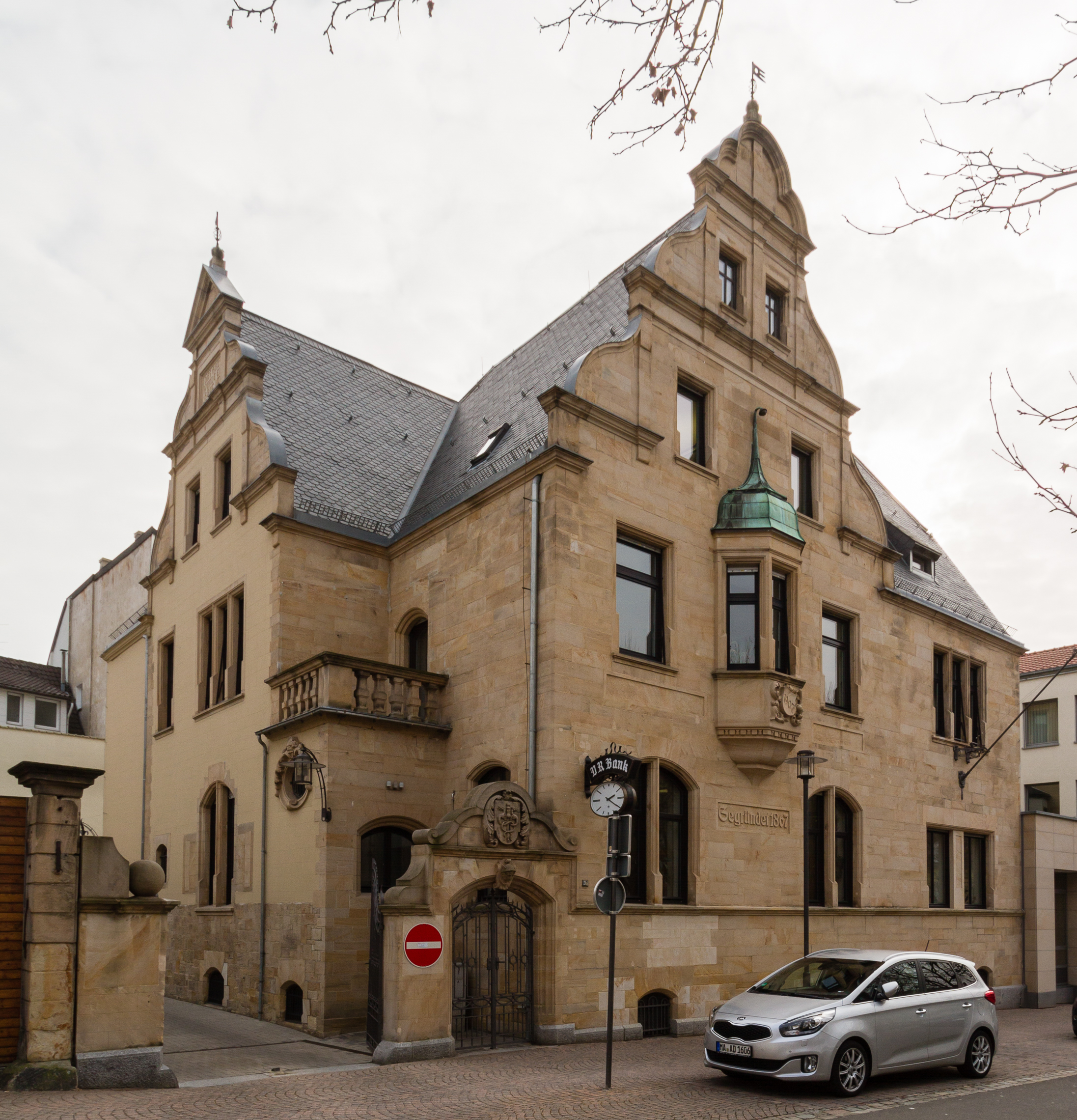
VR Bank Mittelhaardt

#### Bahnanbindung

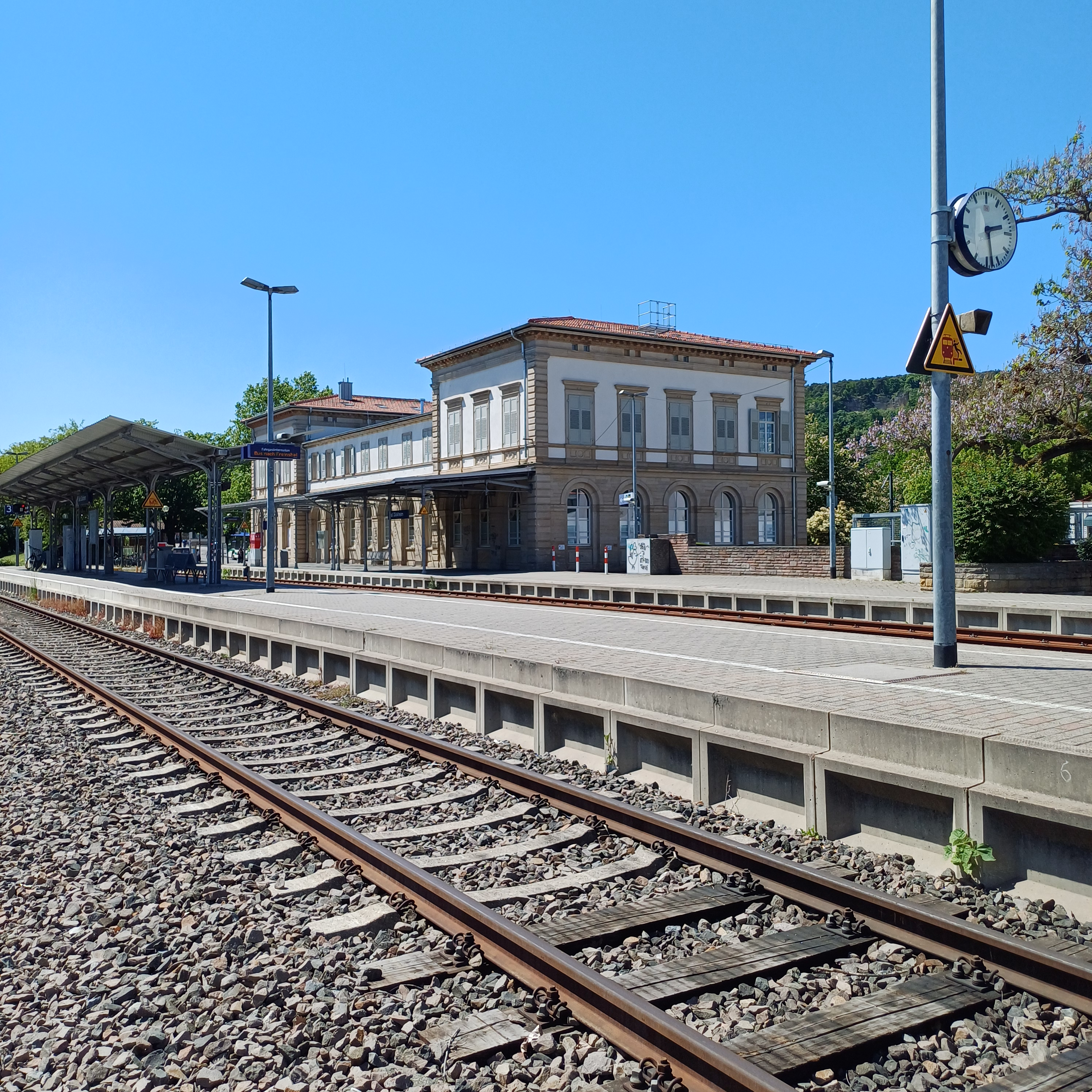
Der Kopfbahnhof von Bad Dürkheim

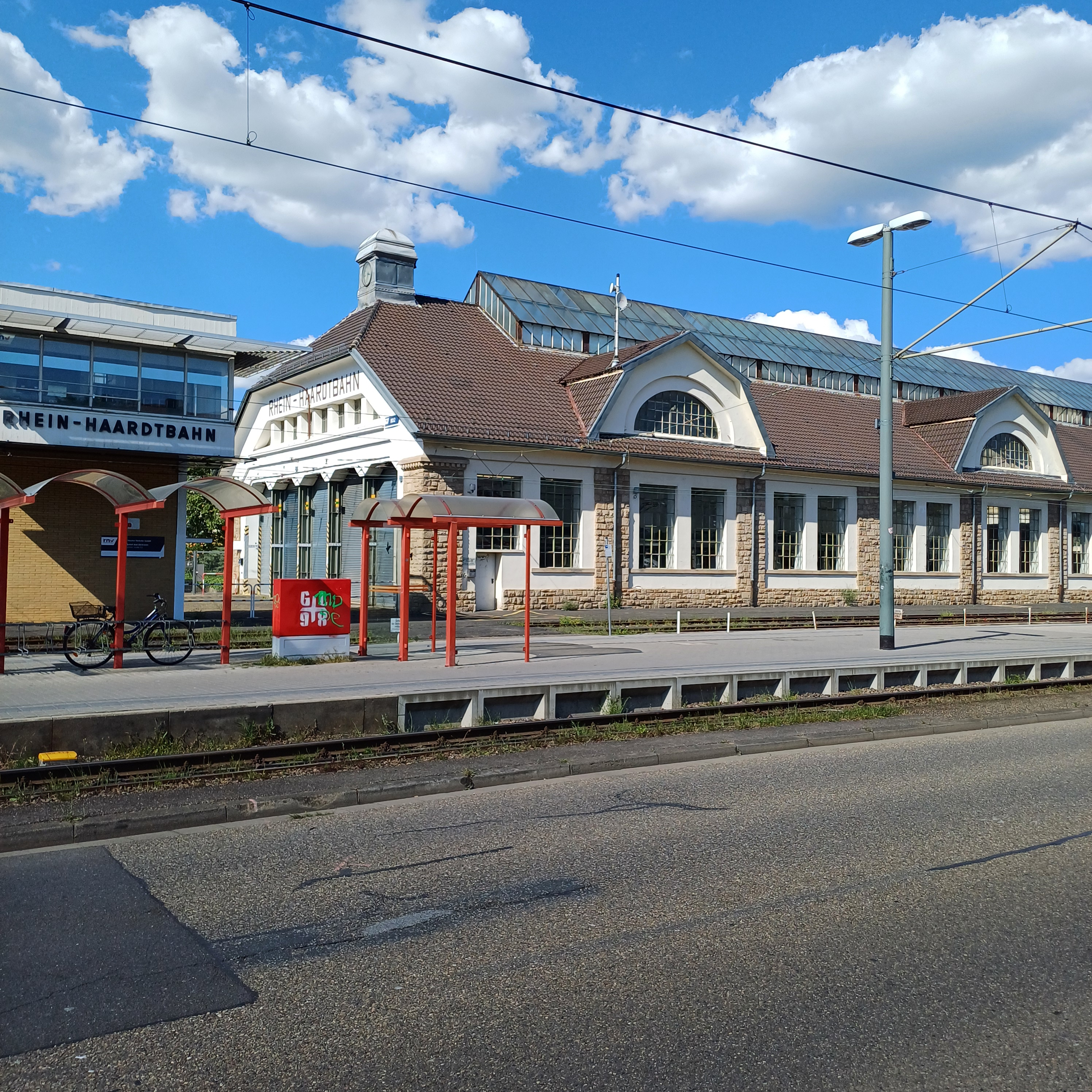
Haltepunkt Bad Dürkheim Ost (mit Bahndepot)

#### Straßenanbindung

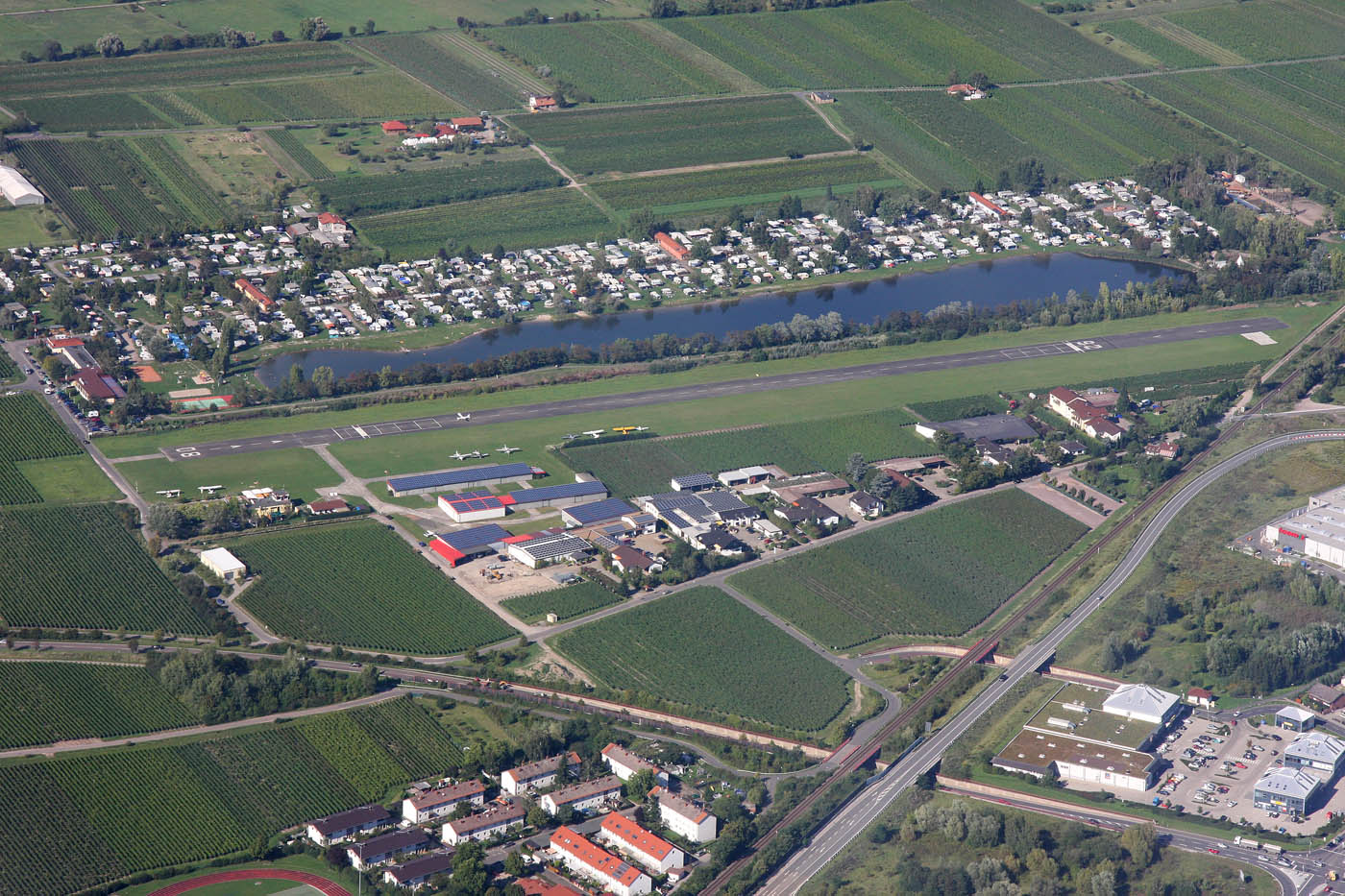
Flugplatz Bad Dürkheim (mit im Bild: der Almensee und der Campingplatz)

#### Radwege- und Wanderwegenetz

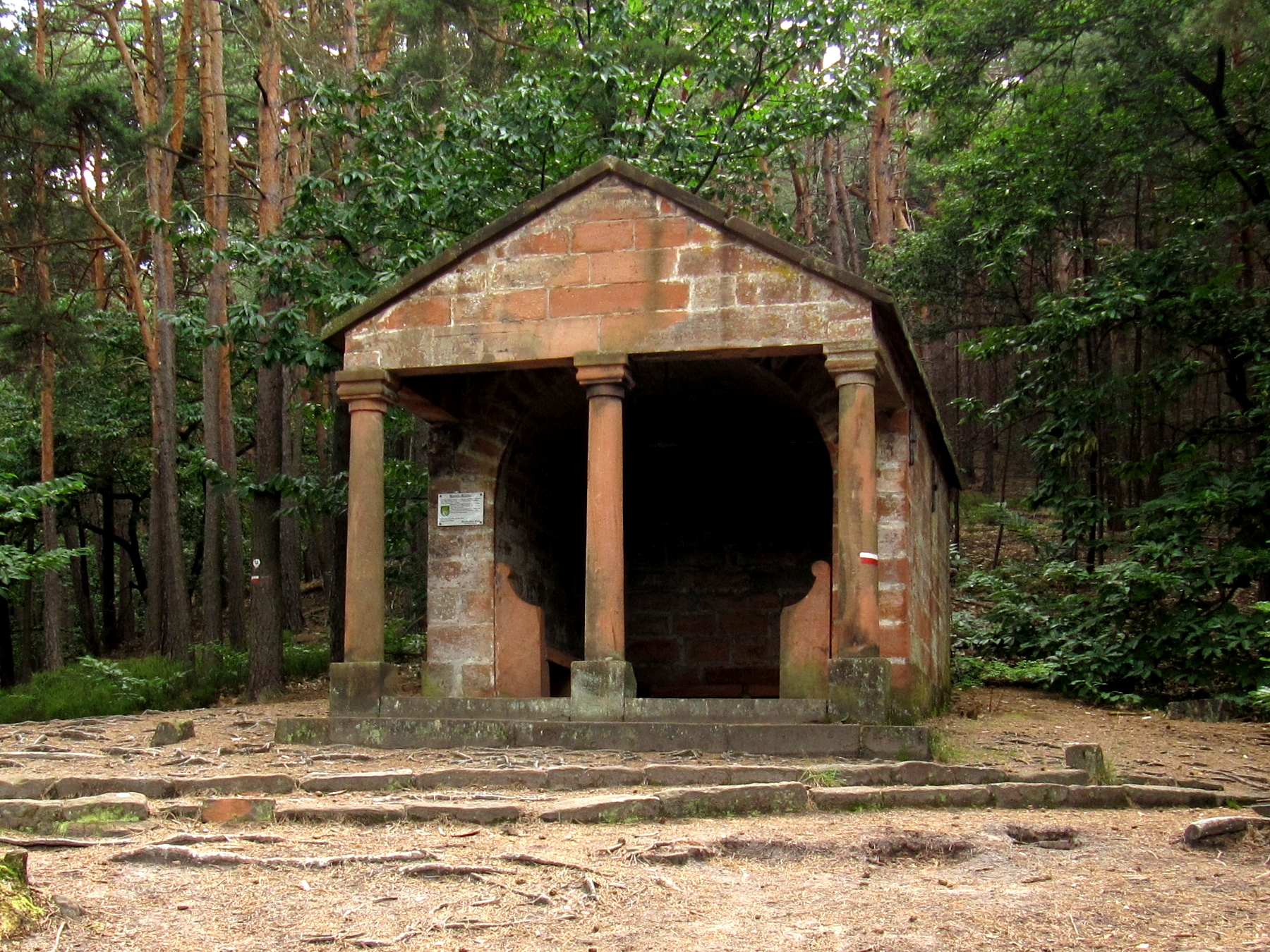
Mit dem „weiß-roter Balken“ markierter Wanderweg an der Laurahütte

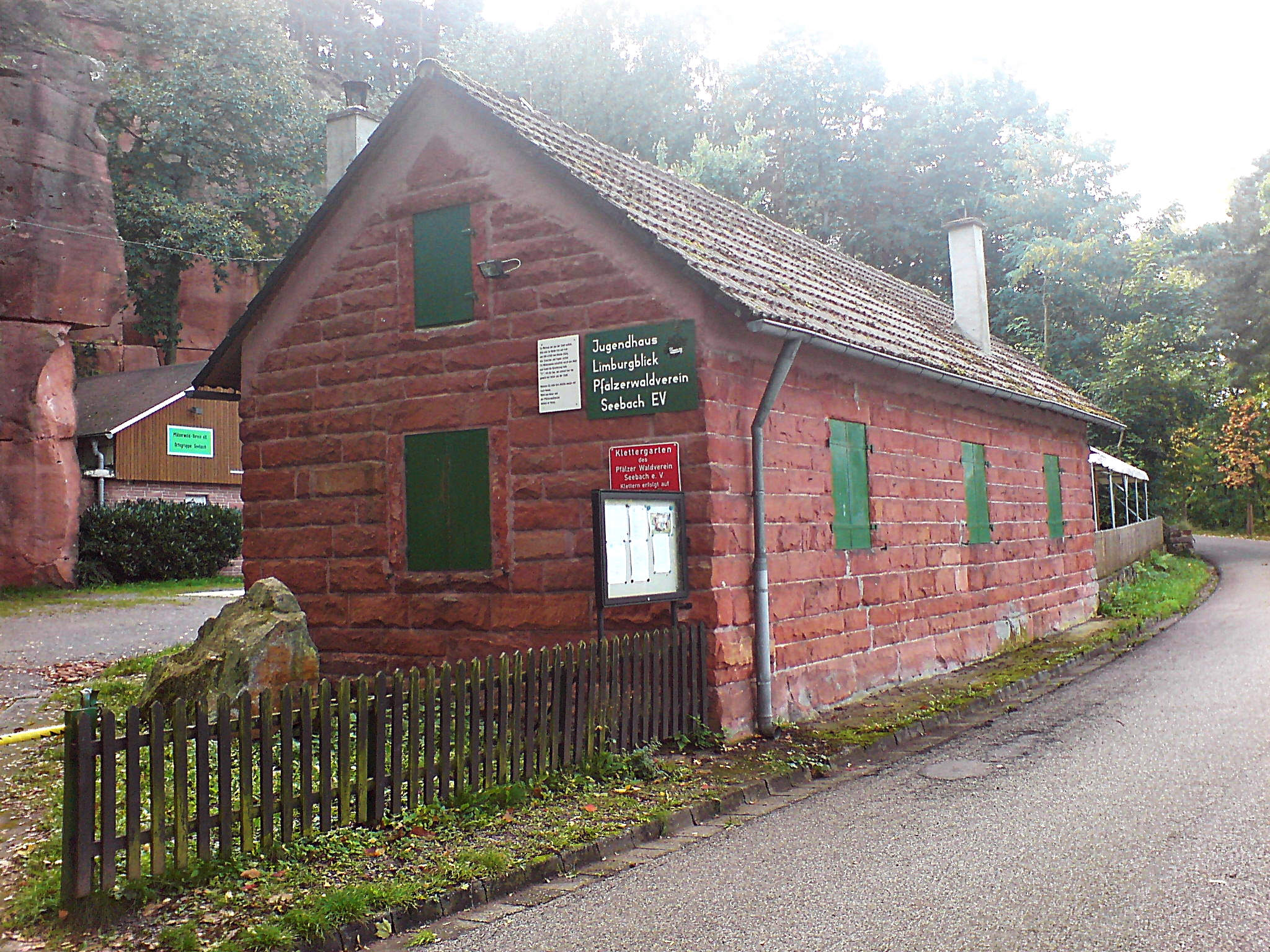
Jugendhaus Limburgblick

### Gesundheit

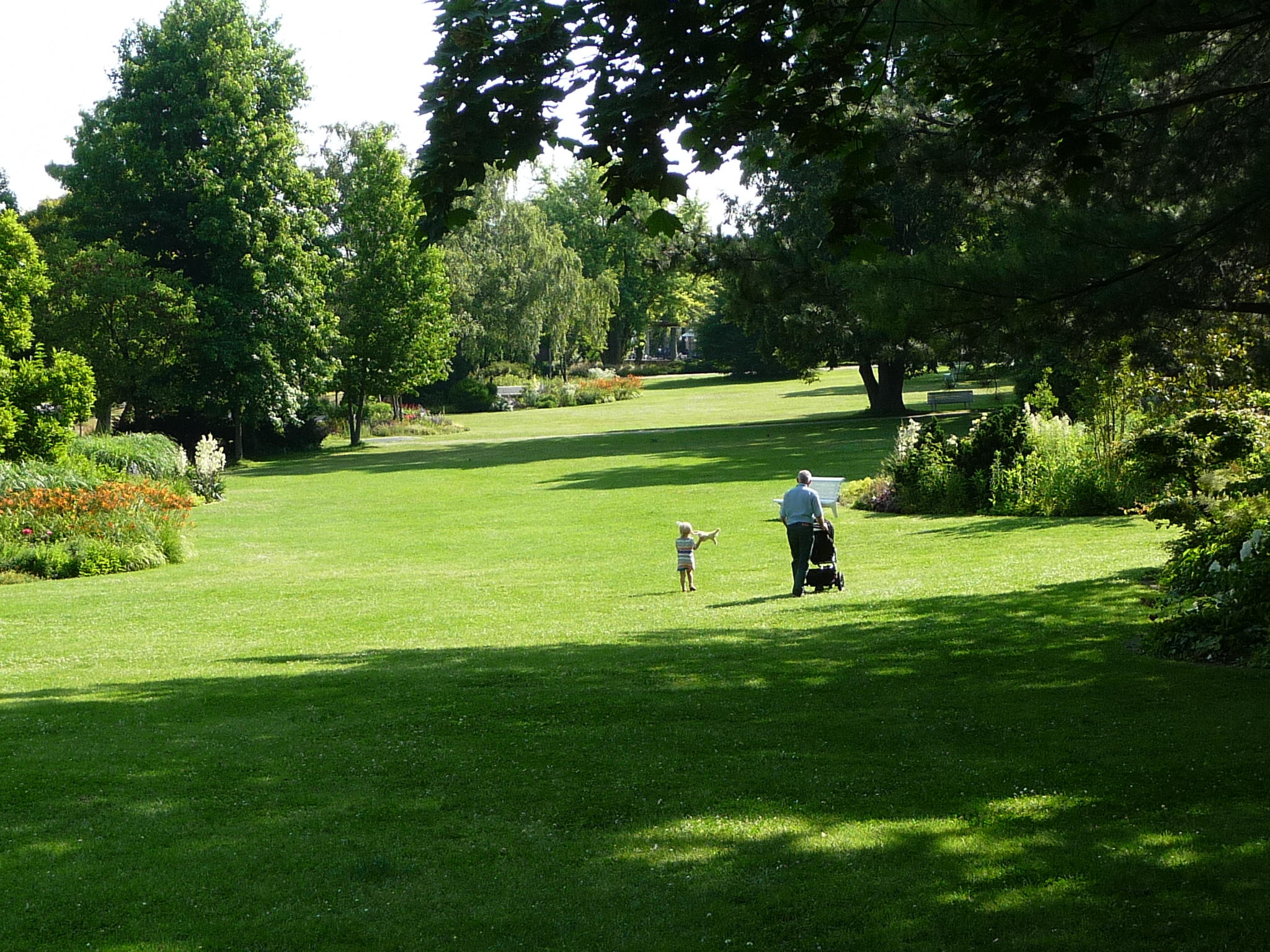
Kurpark Bad Dürkheim

### Bildung

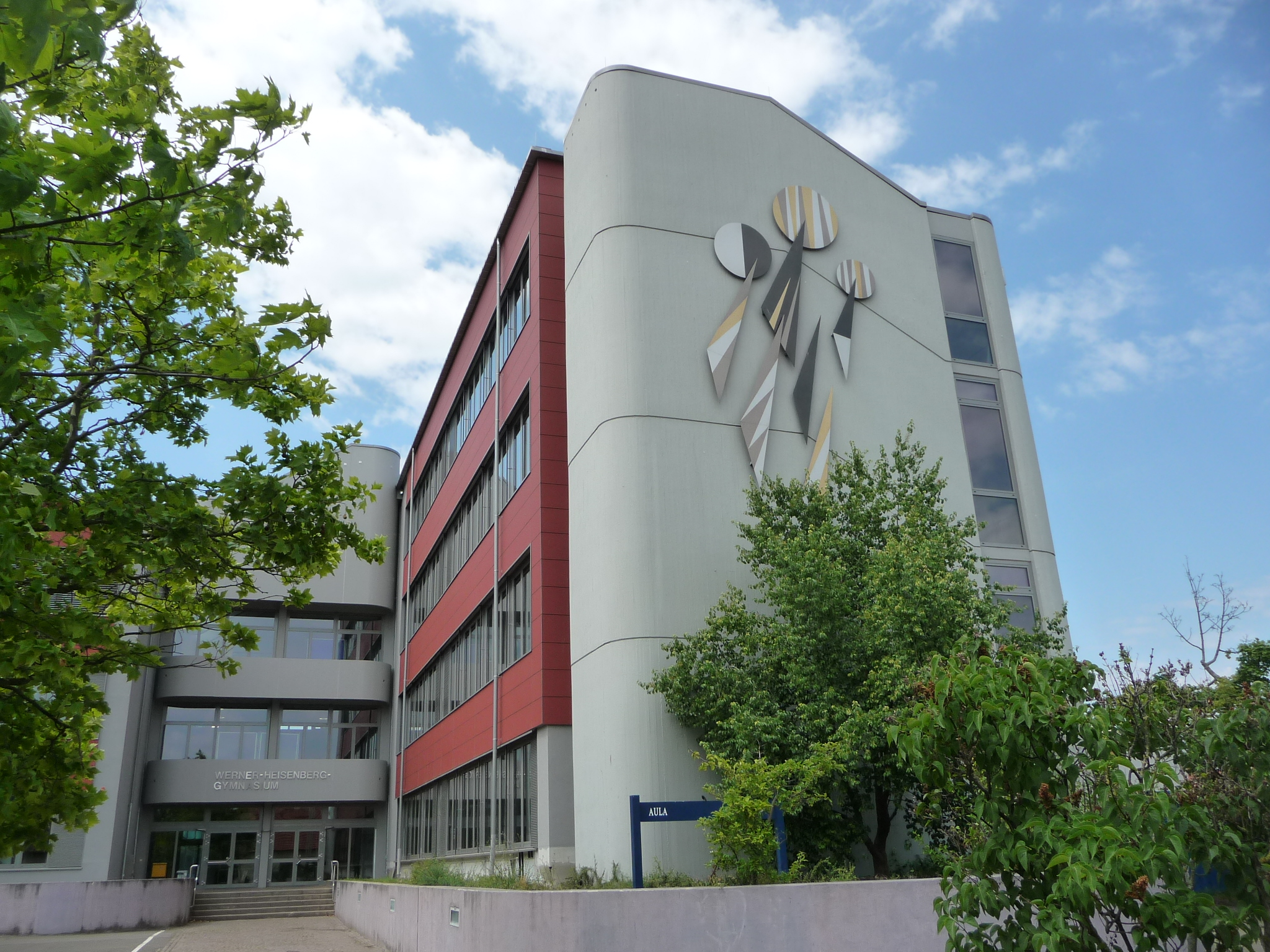
Werner-Heisenberg-Gymnasium

### Konfessionsstatistik
Laut der Volkszählung 2011 waren 40,6 % der Einwohner evangelisch und 24,9 % römisch-katholisch. 34,5 % waren konfessionslos, gehörten einer anderen Glaubensgemeinschaft an oder machten keine Angabe. Der Anteil der evangelischen und katholischen Kirchenmitglieder an der Gesamtbevölkerung ist seitdem beträchtlich gesunken. Derzeit (Stand 31. Juli 2025) sind von den Einwohnern 28,3 % evangelisch, 19,1 % katholisch, und 52,6 % gehören entweder einer anderen Glaubensgemeinschaft an oder sind konfessionslos.

### Religion

#### Christentum

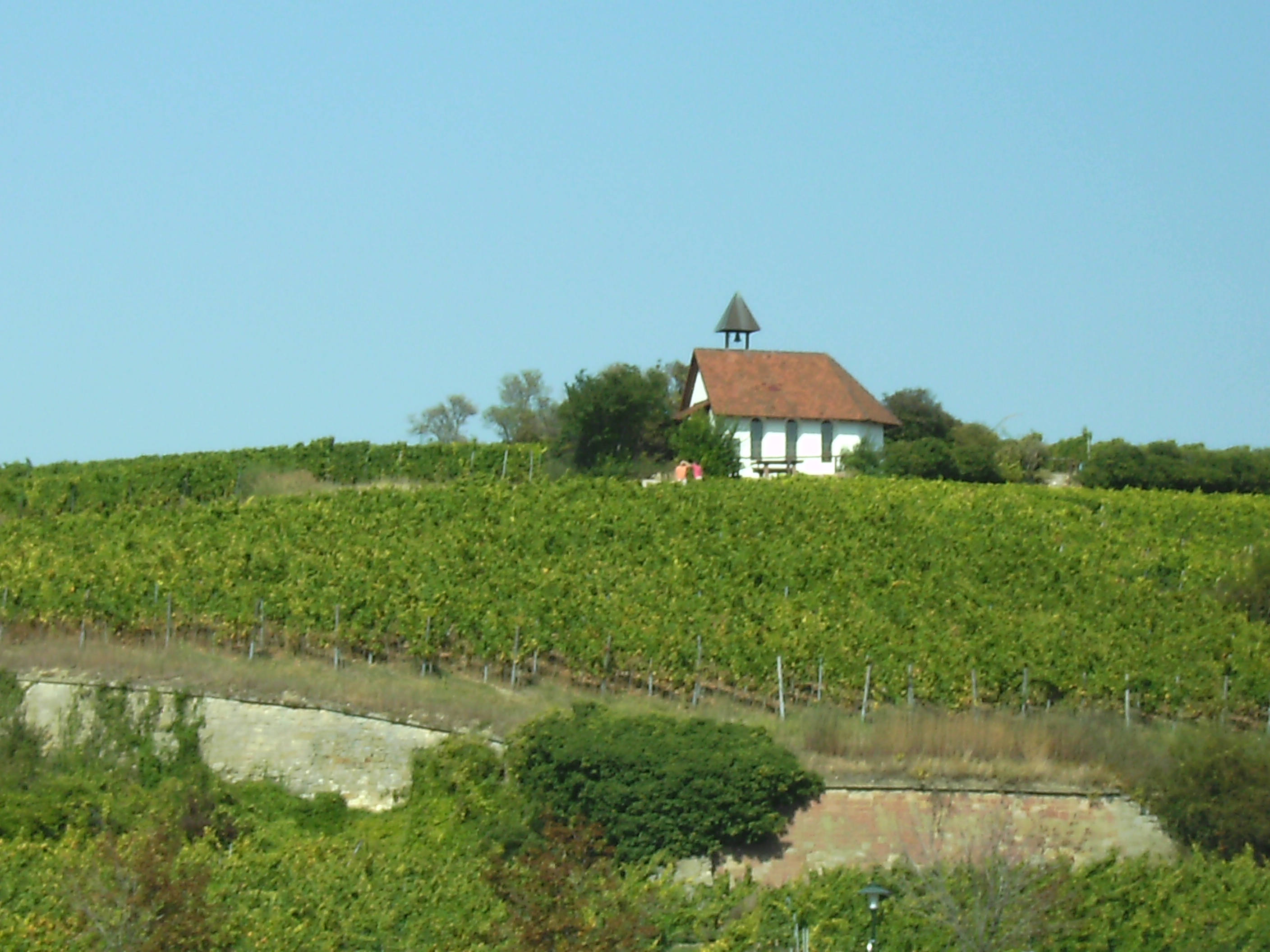
Kapelle auf dem Michelsberg

Die 1155 erstmals bezeugte Michaelskapelle war der Ursprungsort des Dürkheimer Wurstmarkts. Die 1951 gegründete Evangelische Akademie der Pfalz hatte ihren Sitz anfangs in Bad Dürkheim. Im Stadtgebiet befand sich einst das Kloster Schönfeld, das während der frühen Neuzeit zusammen mit dem Mutterkloster Limburg säkularisiert wurde; bauliche Überreste sind inzwischen nicht mehr vorhanden.
Am 23. November 2008 wurde im Bad Dürkheimer Stadtteil Seebach der erste protestantische Urnenfriedhof der Pfalz eingeweiht. Es werden ausschließlich Urnen aus sich auflösender ungebrannter Erde bestattet. Mit der künstlerischen Gestaltung wurde die Landauer Bildhauerin Madeleine Dietz beauftragt. Ebenfalls in Seebach existierte ein gleichnamiges Kloster.
Katholischerseits gehört die Stadt zum Bistum Speyer und ist dort Sitz eines Dekanats. Seit 1. Januar 2016 ist Bad Dürkheim Sitz der Pfarrei Hl. Theresia vom Kinde Jesu.

#### Judentum
Die einst vor Ort ansässige jüdische Gemeinde besaß eine Synagoge, die während des Zweiten Weltkriegs bei einem Luftangriff im März 1945 zerstört wurde. Die vor Ort lebenden Juden unterstanden dem Bezirksrabbinat Dürkheim–Frankenthal; der Name des letzteren rührte daher, dass sich der Sitz in Frankenthal befand, der Bezirksrabbiner jedoch vor Ort ansässig war. Am 22. Oktober 1940 wurden die in Bad Dürkheim lebenden Juden im Zuge der Wagner-Bürckel-Aktion deportiert.

## Politik
Bei Bundestagswahlen gehört Bad Dürkheim seit 1965 zum Bundestagswahlkreis Neustadt – Speyer, davor zum Bundestagswahlkreis Neustadt an der Weinstraße. Bei Landtagswahlen bildet die Stadt seit 1991 zusammen mit dem größten Teil des Landkreises den Wahlkreis Bad Dürkheim.

### Stadtrat
Der Stadtrat von Bad Dürkheim besteht aus 32 ehrenamtlichen Ratsmitgliedern, die bei der Kommunalwahl am 9. Juni 2024 in einer personalisierten Verhältniswahl gewählt wurden, und dem hauptamtlichen Bürgermeister als Vorsitzendem.
Die Sitzverteilung im Stadtrat:
| Wahl | SPD | CDU | FDP | Grüne | Linke | REP | FWG * | Gesamt   |
| ---- | --- | --- | --- | ----- | ----- | --- | ----- | -------- |
| 2024 | 6   | 12  | 3   | 5     | –     | –   | 6     | 32 Sitze |
| 2019 | 8   | 10  | 3   | 6     | –     | –   | 5     | 32 Sitze |
| 2014 | 9   | 14  | 2   | 3     | 1     | –   | 3     | 32 Sitze |
| 2009 | 9   | 12  | 3   | 3     | 1     | 1   | 3     | 32 Sitze |
| 2004 | 9   | 14  | 2   | 2     | –     | 2   | 3     | 32 Sitze |

Im Stadtrat bilden CDU und FWG seit der Kommunalwahl 2024 eine Koalition.
In der Legislatur von 2019–2024, bildeten SPD, Grüne und FWG eine Koalition.
Davor hatte 20 Jahre eine sogenannte Jamaika-Koalition aus CDU, FDP und Grünen regiert. Damit war Bad Dürkheim eine der ersten Städte in Deutschland mit dieser Konstellation im Rat. Das Zweckbündnis wurde 1999 geschlossen, nachdem die SPD ihre frühere Mehrheit verloren hatte.

### Bürgermeister
Natalie Bauernschmitt (CDU) wurde am 1. Januar 2024 Bürgermeisterin von Bad Dürkheim. Bei der Direktwahl am 25. Juni 2023 hatte sie sich mit drei Stimmen Vorsprung (3.714 zu 3.711 Stimmen) gegen Amtsinhaber Christoph Glogger (SPD) durchgesetzt.
Christoph Glogger (SPD) wurde 2016 Nachfolger von Wolfgang Lutz (CDU), der zuvor 16 Jahre im Amt war. Glogger war am 12. Juli 2015 mit 52,83 % der Stimmen zum Bürgermeister gewählt worden, als er die Stichwahl gegen den CDU-Bewerber Gerd Ester gewann.
Bekannte Bürgermeister der Vergangenheit waren Friedrich Dahlem, der von 1921 bis 1923 und von 1924 bis 1933 im Amt war, sowie Richard Imbt (NSDAP) von 1933 bis 1936, Anton Eberhard (FDP) von 1945 bis 1946, Ludwig Schön (SPD) von 1961 bis 1964 und Georg Kalbfuß von 1972 bis 1990.

### Städtepartnerschaften
Partnerschaften bestehen mit Paray-le-Monial (Frankreich), Wells (Vereinigtes Königreich), Kreuzburg (Polen) und Kempten (Deutschland). Die seit 1990 bestehende Patenschaft mit dem thüringischen Bad Berka wurde 2015 während des jährlichen Partnerschaftstreffens (mit Gästen aller Partnerstädte) anlässlich des Dürkheimer Wurstmarkts zu einer offiziellen Partnerschaft aufgewertet.
Mit Michelstadt (Deutschland) und Emmaus (Vereinigte Staaten) werden Städtefreundschaften gepflegt.

### Wappen
| Wappen von Bad Dürkheim | Blasonierung: „In Silber ein schwarzer Maueranker (Türangel).“                                                                   |
| Wappen von Bad Dürkheim | Wappenbegründung: Das Wappen geht zurück auf ein Gerichtssiegel von 1405, das Bezug auf das Wappen der Herren von Dürkheim nahm. |

### Logo

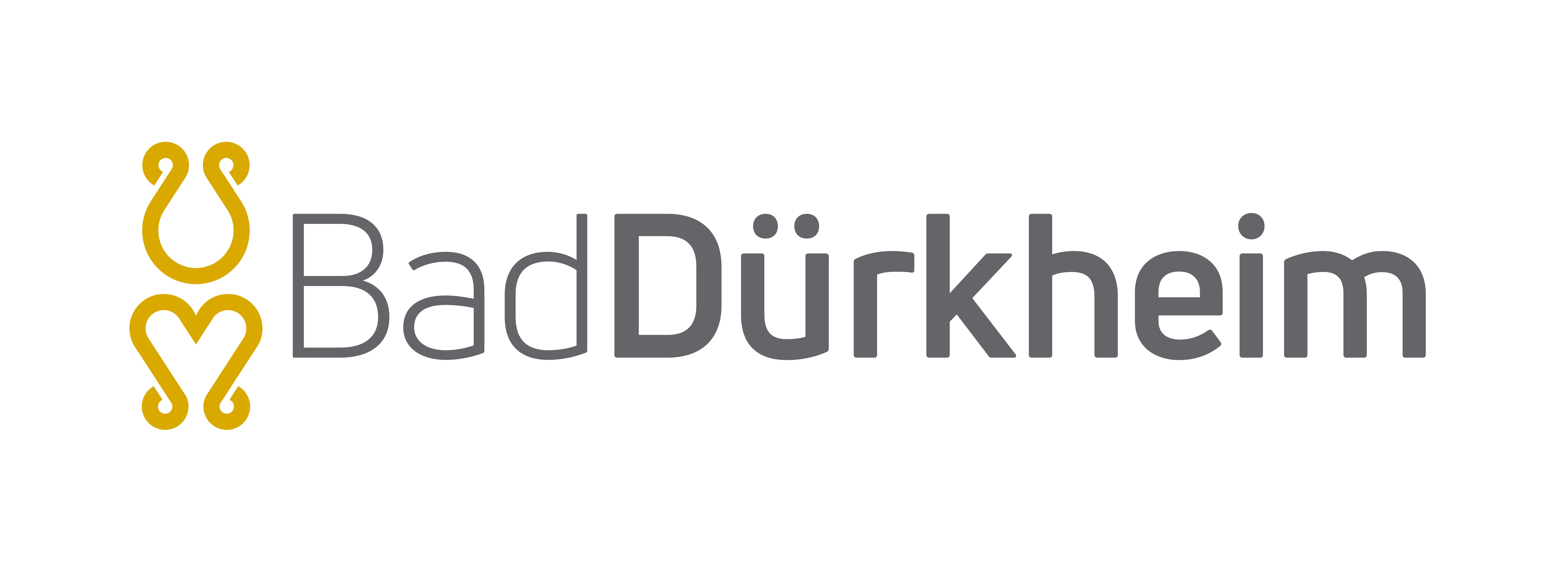
Logo der Stadt Bad Dürkheim (2022)

Anfang 2022 hat der Stadtrat einstimmig dem Entwurf eines neuen Stadt-Logo zugestimmt. Das Logo ist in eng an das offizielle Wappen der Stadt angelehnt. Der obere Teil des Wappens mutiert hierbei zu einem Tropfen und der untere Teil zu einem Herzen. In diversen Variationen wird diese Wort-Bild-Marke von der Stadt an allen Stellen eingesetzt, welche nicht dem traditionellen, hoheitlichen Wappen vorbehalten sind.

### Feuerwehr
Die Freiwillige Feuerwehr Bad Dürkheim wurde im Jahr 1820 gegründet. Im Dezember 1819 hatte der Stadtrat eine Satzung mit dem Titel „Brandordnung und Organisation der Feuer-Lösch-Anstalten in Dürckheim“ erlassen. Nach dem rheinland-pfälzischen Brand- und Katastrophenschutzgesetz sind die Gemeinden für den Brandschutz und die allgemeine Hilfe in ihrem Gebiet verantwortlich. Entsprechend unterhält auch die Stadt Bad Dürkheim eine Feuerwehr.

### Zivilgesellschaftliches Engagement: Ehrenamt-Vereine-Initativen
Neben den lokalen politischen Akteure im engeren Sinn (Parteien, Stadtrat, Stadtvorstand, Verwaltung, staatliche Einrichtungen) zeichnet sich Bad Dürkheim durch eine lebhafte Öffentlichkeit aus, die sich politisch – im weiteren Sinne – aktiv einbringt. Eine Zusammenstellung der Stadt kommt auf fast 100 Akteure des öffentlichen Lebens, die an der Gestaltung des Gemeinwesens teilhaben. Der Stadtrat hat sich 2023 erneut zu einer finanziellen Förderung der gemeinnützigen Dürkheimer Vereine bekannt. Mit der sog. Vereinsförderrichtlinie wurden diese freiwilligen Leistungen der Kommune auf neue Beine gestellt.
Die Spannweite der Vereine und Initiativen reicht von Charity-Vereinigungen, Selbsthilfegruppen, Tier- und Umweltschutzgruppen über Sport-, Musik- und Kulturvereine, die AWO, die Caritas, die Diakonie über die Altenhilfe, die Familienhilfe, die Landfrauen, die Kolpingfamilie und die Pfadfinder bis hin zu dem Kirchen, der DLRG, dem Roten Kreuz, dem Weltladen und diverser Fördervereine an Kitas und Schulen.
Das die Verschränkung des Engagements unterschiedlicher Akteure gelingen kann, zeigt das Mehrgenerationenhaus Sonnenblume (MGH) im Stadtteil Trift. Das MGH steht in der Trägerschaft der Protestantische Kirchengemeinde Bad Dürkheim.

## Sehenswürdigkeiten und Natur

### Kulturdenkmäler
Denkmalzonen

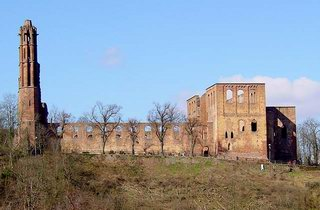
Benediktinerabtei Limburg
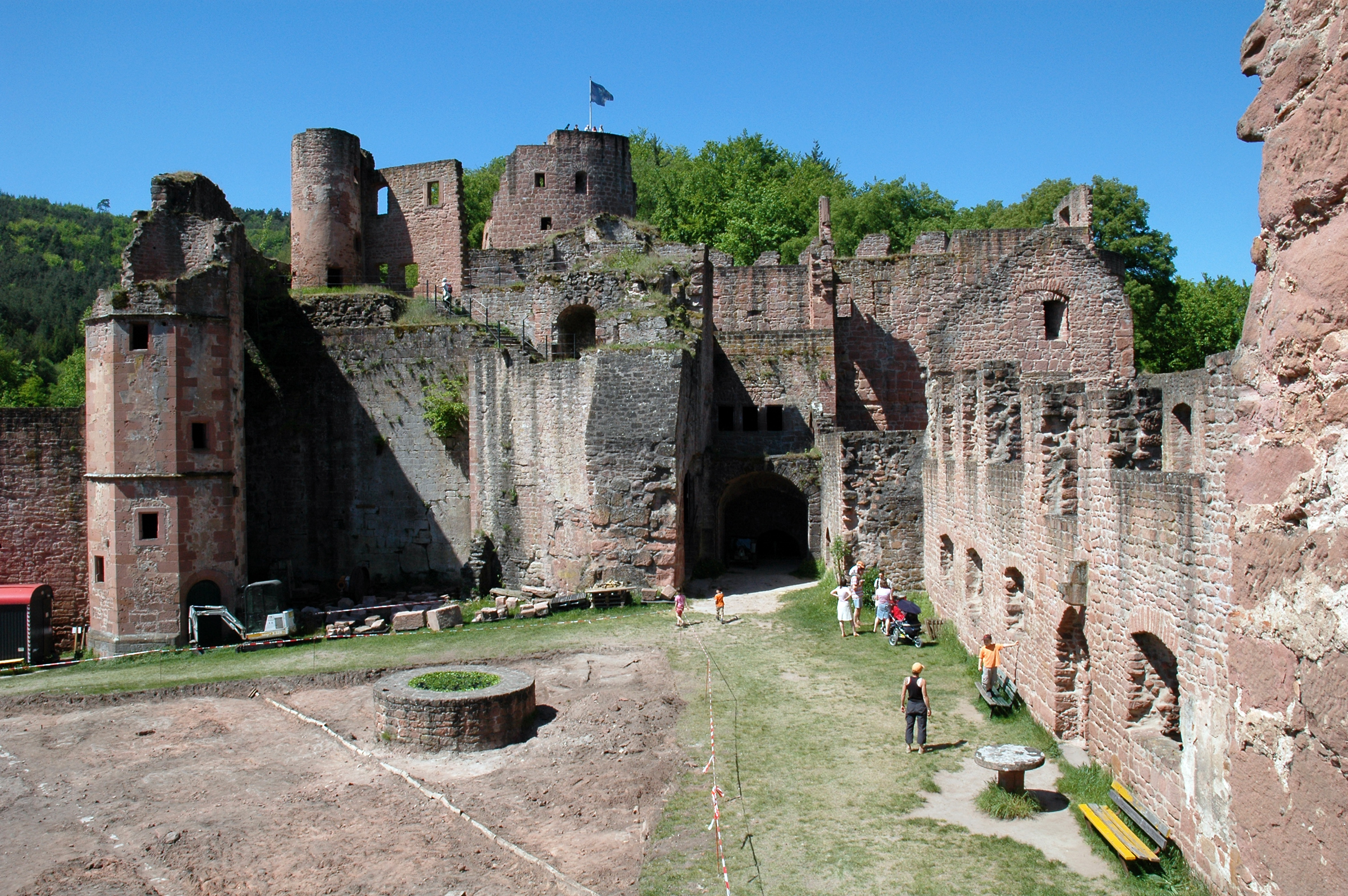
Hardenburg
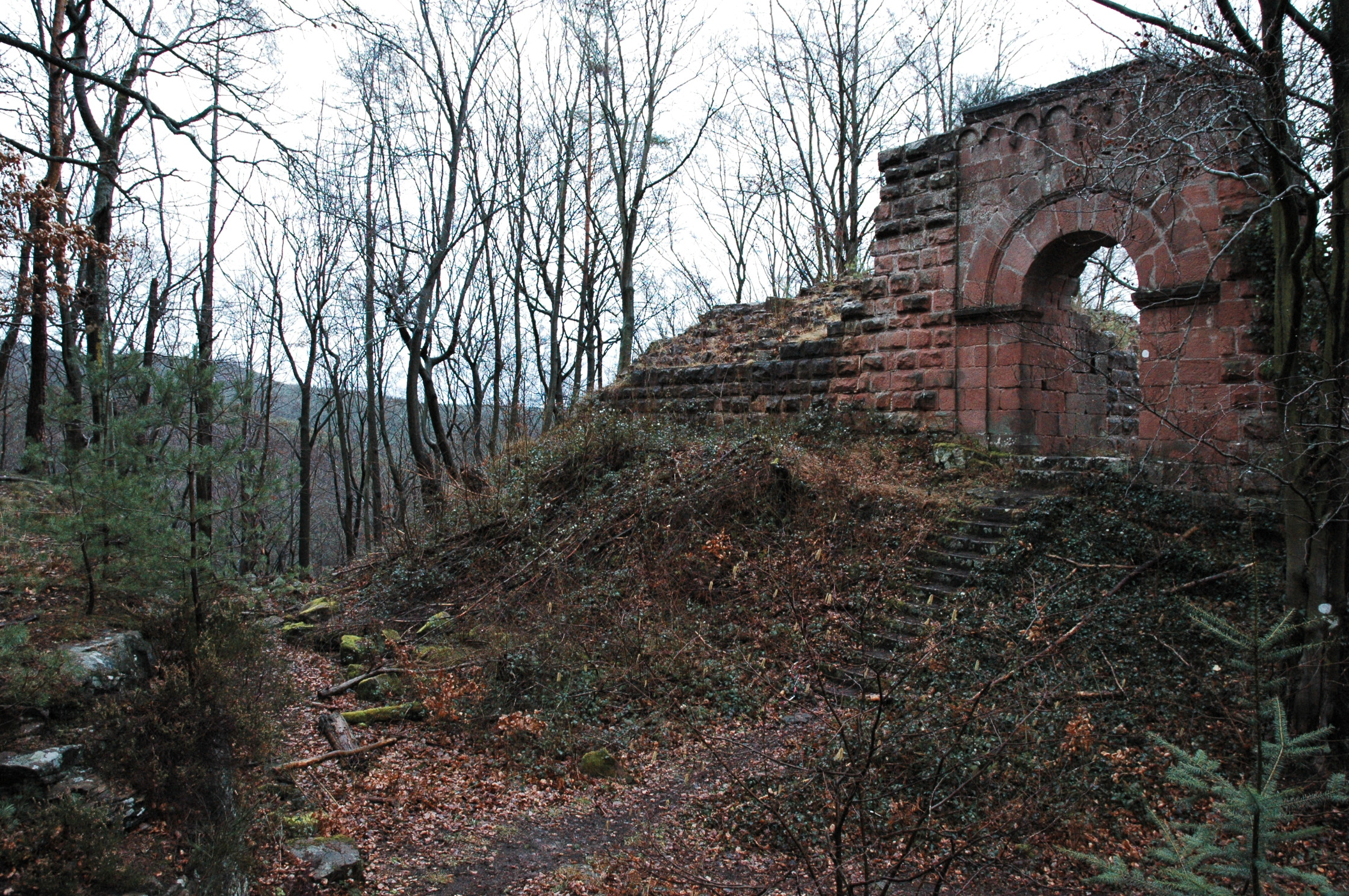
Burg Schlosseck
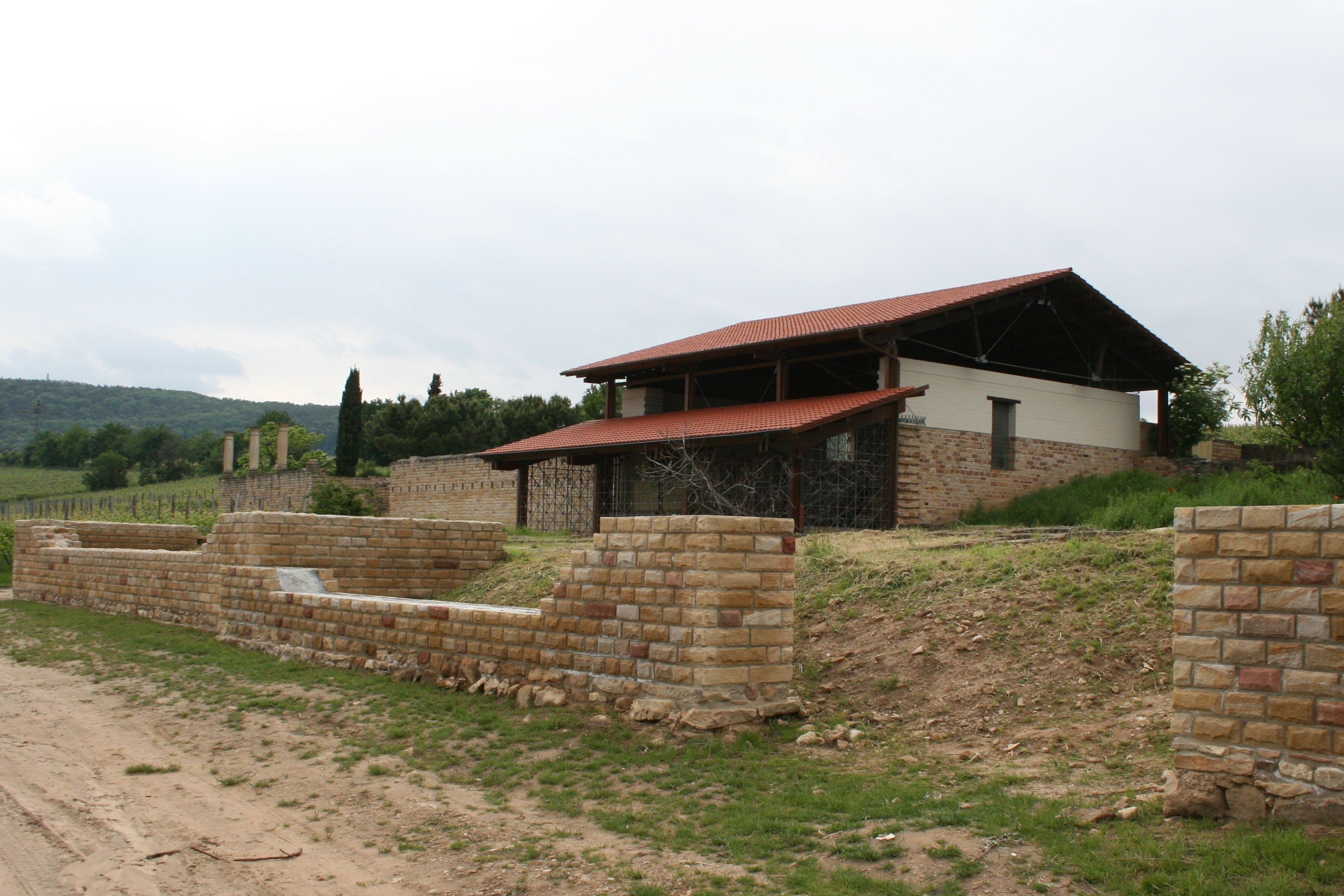
Villa rustica am Weilberg
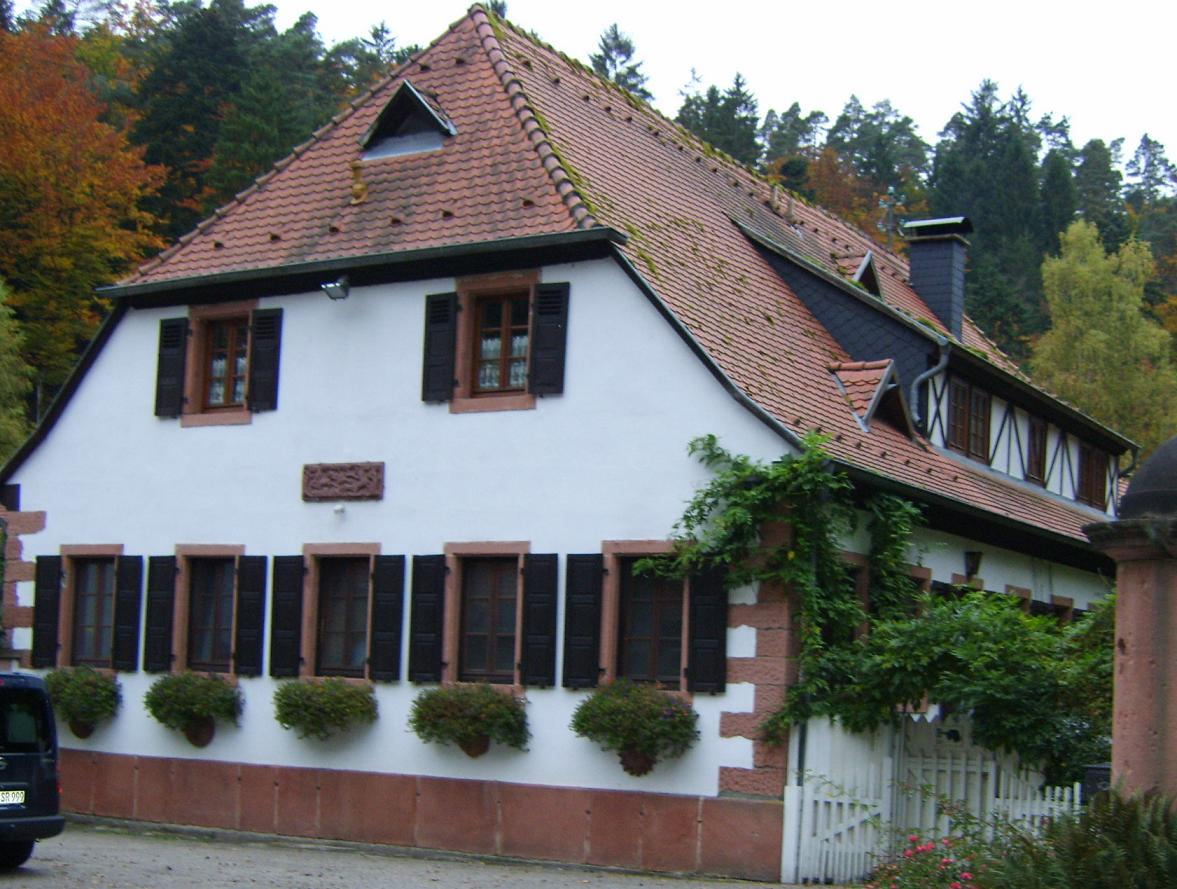
Forsthaus Jägerthal

Innerhalb der Stadtgrenzen sind insgesamt 13 Denkmalzonen ausgewiesen, darunter die am Rande des Pfälzerwalds liegenden Ruinen der ehemaligen Benediktinerabtei Limburg. Im 9. Jahrhundert errichteten die salischen Herzöge aus Worms auf dem „Linthberg“ eine Festung als Stammburg ihres Geschlechtes. Zu Beginn des 11. Jahrhunderts wurde die Festung zu einem Kloster mit Basilika umgebaut. Es bestand bis zur Mitte des 16. Jahrhunderts. Die Burgruine Hardenburg erstreckt sich oberhalb des gleichnamigen Ortsteils. Sie war seit dem 13. Jahrhundert Sitz der Grafen von Leiningen, wurde in ihrer jetzigen Form aber erst im 16. Jahrhundert erbaut. Endgültig zerstört wurde sie Ende des 18. Jahrhunderts. Die Burg Schlosseck entstand im zehnten Jahrhundert und war mindestens bis ins 14. Jahrhundert bewohnt. Am Weilberg bei Ungstein existieren die Überreste einer außergewöhnlich großen Villa rustica, die mittlerweile als Freilichtmuseum fungiert. Eine weitere Denkmalzone stellt das westlich von Hardenburg liegende Forsthaus Jägerthal dar.
Einzeldenkmäler

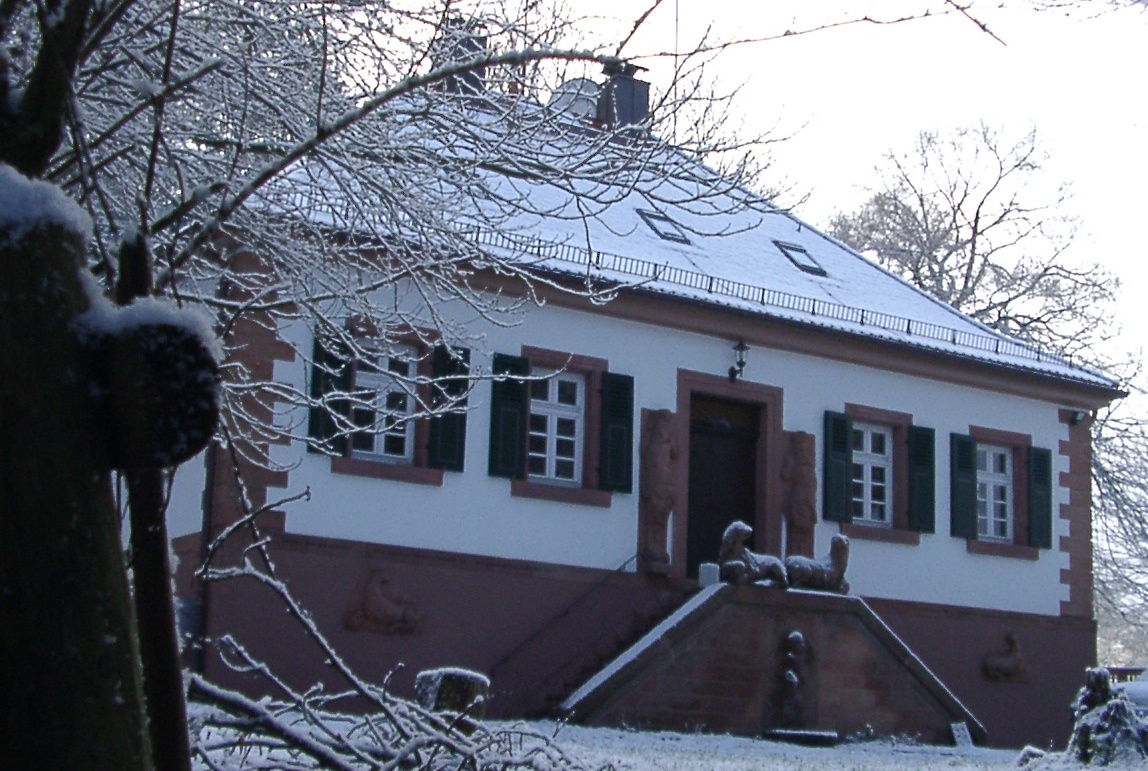
Forsthaus Kehrdichannichts
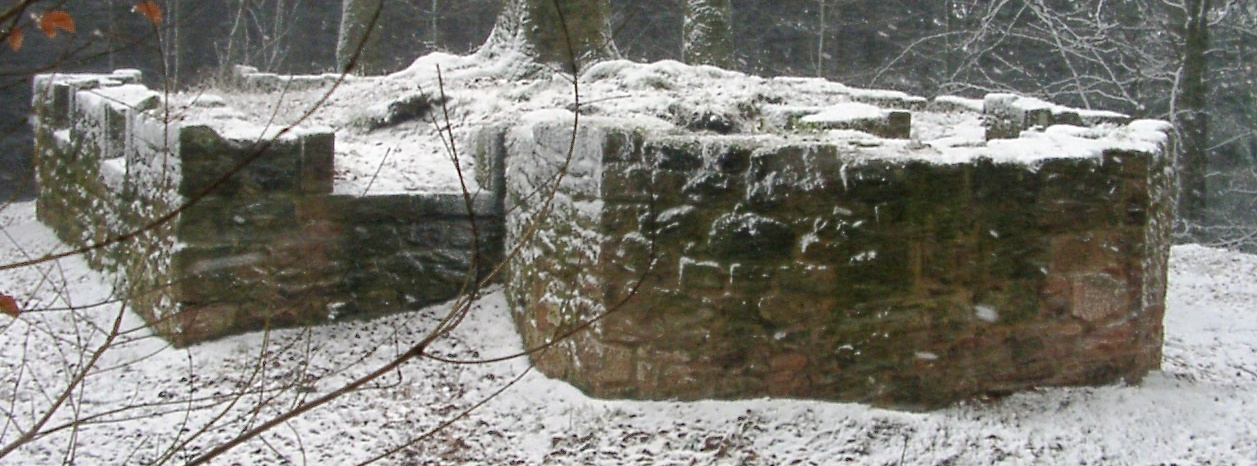
Murrmirnichtviel
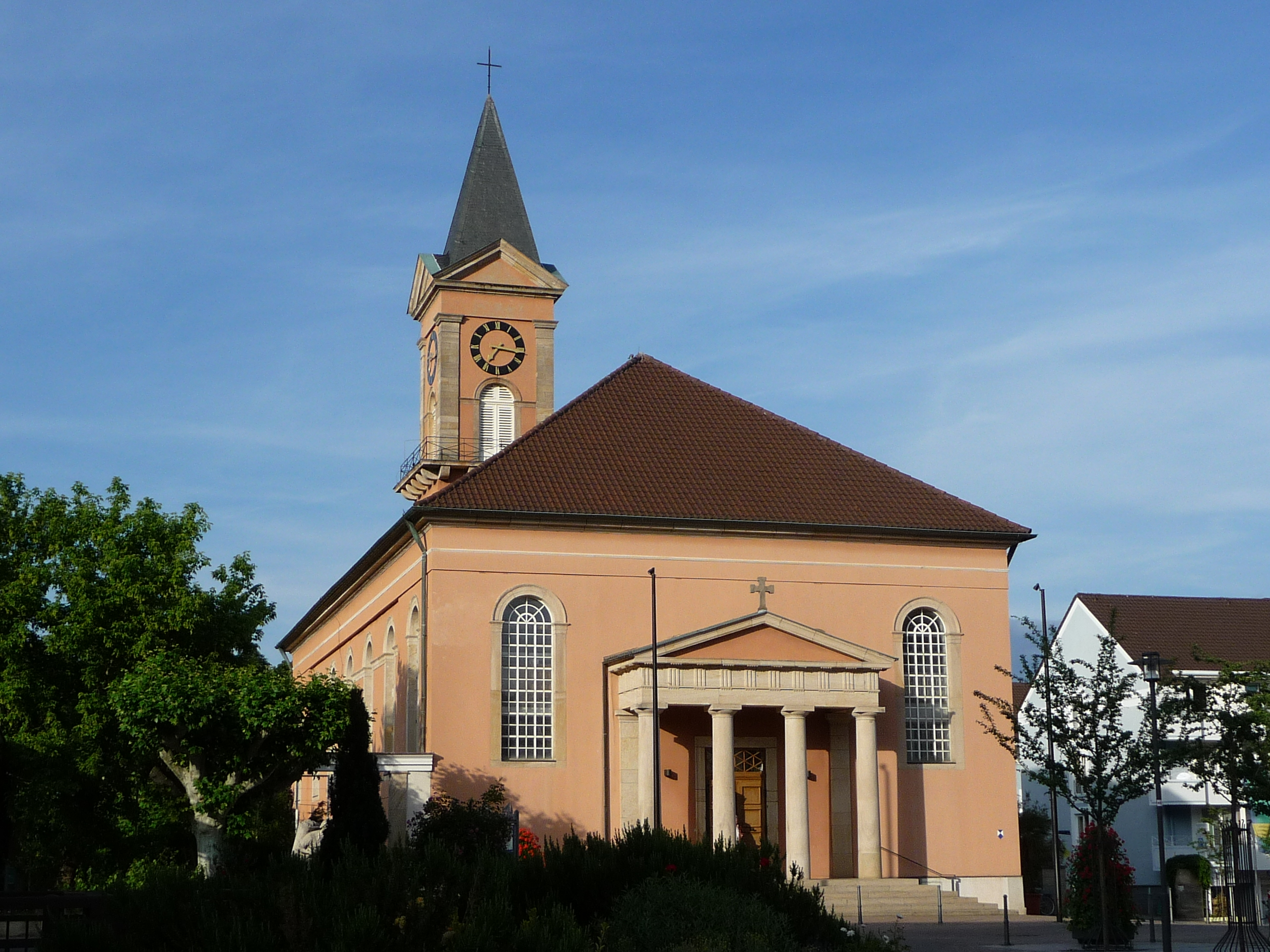
Pfarrkirche St. Ludwig
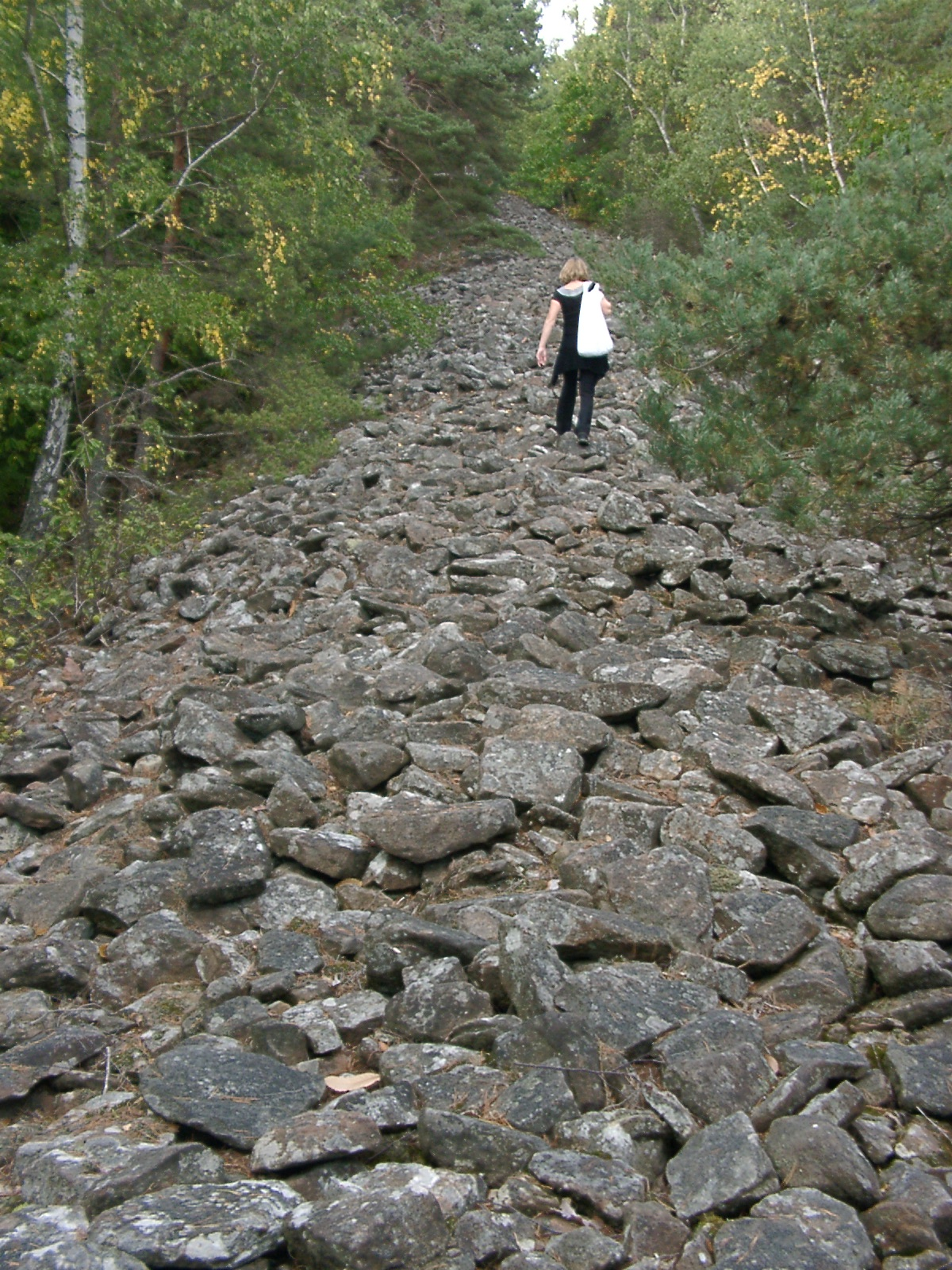
Heidenmauer
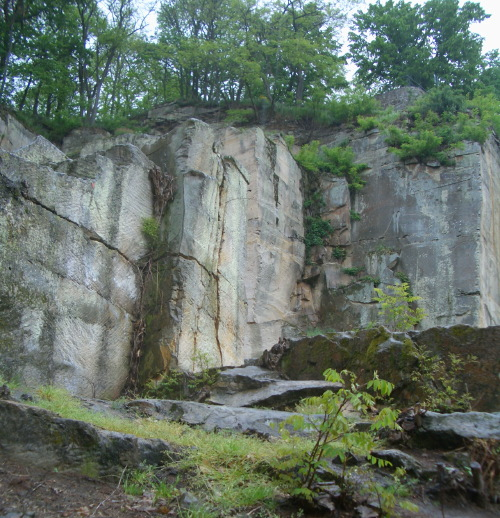
Kriemhildenstuhl
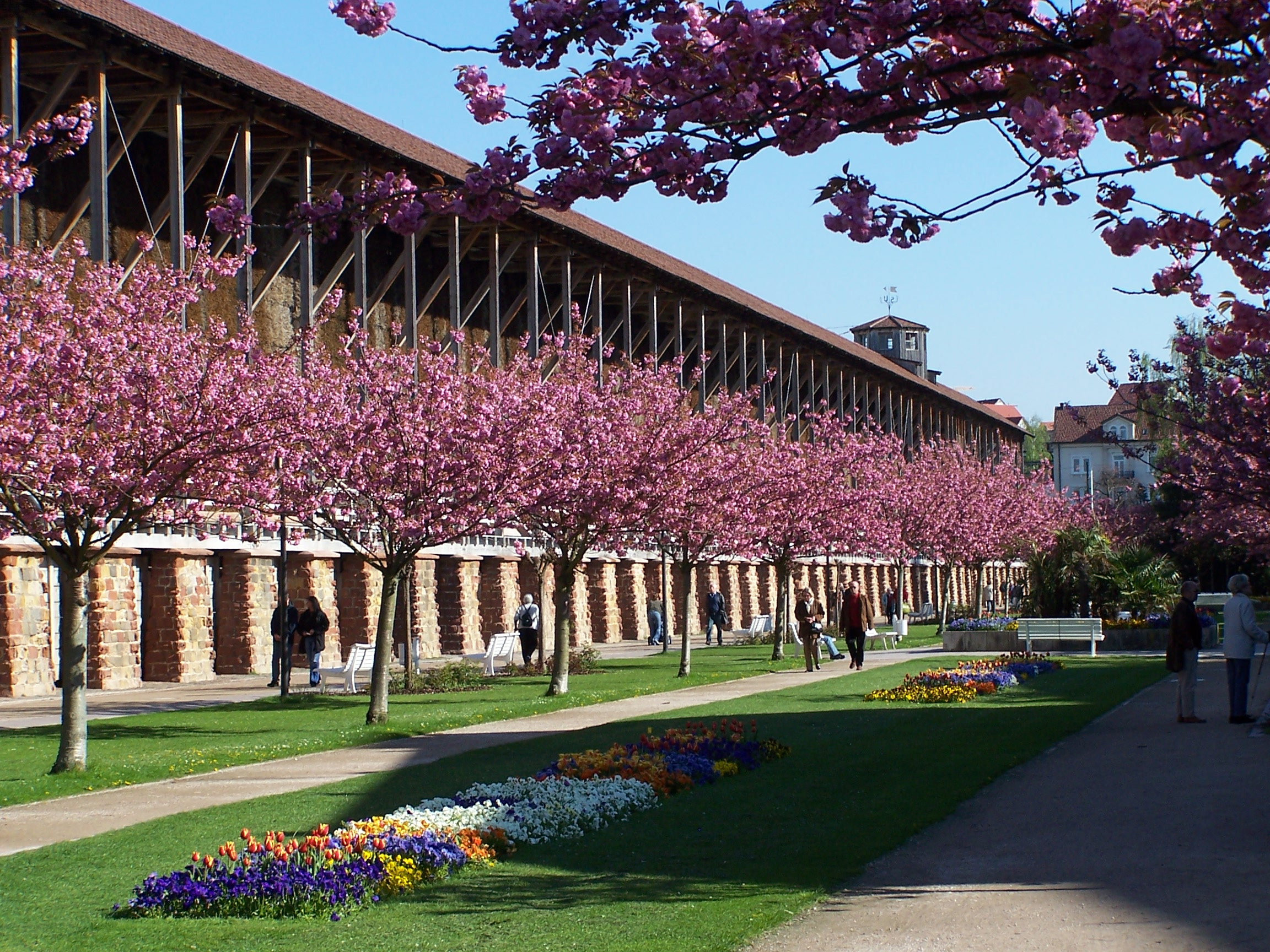
Gradierwerk (im Volksmund „Saline“)

Adelige errichteten in der Waldgemarkung der Stadt die Jagdschlösser Kehrdichannichts, Murrmirnichtviel und Schaudichnichtum. Während Ersteres heute als Forsthaus genutzt wird, sind von den anderen beiden nur noch Ruinen vorhanden.
Die protestantische Schlosskirche – ehemals Kirche St. Johannis – wurde im späten 13. Jahrhundert erbaut. Ihr Turm ist mit 70 m Höhe nach den Türmen der Speyerer Gedächtniskirche (100 m), der Speyerer Josephskirche (91 m) und dem Speyerer Dom (zweimal 71,2 m) der fünfthöchste Kirchturm der Vorderpfalz.
Die Burgkirche wurde im 18. Jahrhundert erbaut, 1945 zerstört und danach wieder aufgebaut. Heute dient sie als protestantisches Gemeindezentrum. In ihrem Turm hängt eine 1758 gegossene, 317 kg schwere Glocke. Sie wurde 2006 saniert und ist von Hand an einem Seil zu läuten. Sie erklingt jedes Jahr am 18. März um 14 Uhr zur Erinnerung an den Bombenangriff auf Bad Dürkheim im Jahre 1945 und am 1. Adventssamstag um 17 Uhr zusammen mit den anderen Innenstadtglocken zum Einläuten des neuen Kirchenjahres.
Die katholische Ludwigskirche wurde nach Plänen von Johann Bernhard Spatz zwischen 1828 und 1829 im klassizistischen Stil erbaut. Die Pläne waren inspiriert durch den badischen Baumeister Weinbrenner. Der Bau wurde durch den bayerischen König Ludwig I. gefördert und finanziell unterstützt. 1938/39 schuf Paul Thalheimer hier ein monumentales Altarbild. Es handelt sich um eine Kreuzigungsszene. Einer der neben Jesus gekreuzigten Verbrecher trägt ganz deutlich die Gesichtszüge von Adolf Hitler. Damals ist es offenbar unentdeckt geblieben, heute gehört das Bild deshalb zu den ganz besonderen Kunstschätzen der Region.
Die Heidenmauer ist der Überrest einer großen keltischen Siedlung mit 2 km langer Ringmauer, die um 500 v. Chr. errichtet wurde. Der römische Steinbruch Kriemhildenstuhl war im 4. Jahrhundert n. Chr. in Gebrauch.
Das Kurhaus beherbergt heute neben Gastronomie und Gesellschaftsräumen auch die Dürkheimer Spielbank. Auf einer Bergkuppe nördlich des Stadtzentrums steht der Vigilienturm, ein tempelartiges Weinberghaus, das wegen seiner auffälligen Architektur und der exponierten Lage zu den Wahrzeichen der Stadt zählt.
Im Ortsteil Grethen befindet sich in der Herzogmühle das Pfalzmuseum für Naturkunde – alternativ Pollichia-Museum und in der Innenstadt das Heimatmuseum im historischen Haus Catoir. Letztere beherbergt zudem eine offene Werkstatt.

### Natur

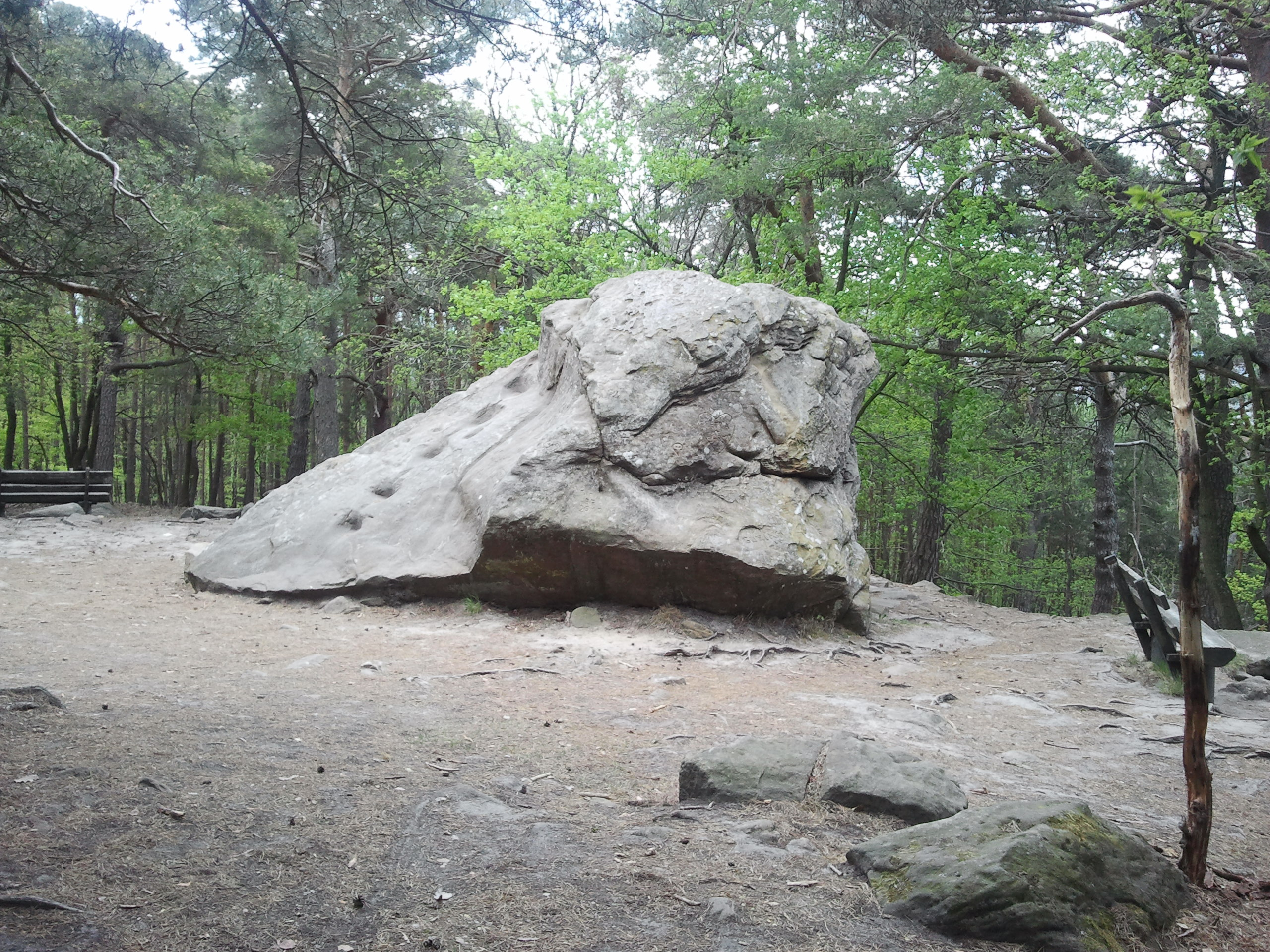
Naturdenkmal Teufelsstein

Der Westen der Gemarkung – einschließlich des Siedlungsgebietes – liegt im Naturpark Pfälzerwald, der wiederum zum Biosphärenreservat Pfälzerwald-Vosges du Nord gehört.
Innerhalb der Stadtgemarkung befinden sich 23 Naturdenkmale, darunter der Teufelsstein, der Nonnenfels, der Rahnfels und der Hirschbrunnen. Außerdem befinden sich im Stadtgebiet mehrere Naturschutzgebiete, im Süden Haardtrand – Auf der Krähhöhle, im Westen Drachenfels, Haardtrand – Am Hinterberg sowie Haardtrand – Am Limburgberg, im Nordwesten Haardtrand – Am Schlammberg und Haardtrand – In der Rüstergewann sowie im Norden Felsenberg-Berntal. Im Osten der Stadt erstreckt sich außerdem das Landschaftsschutzgebiet Bad Dürkheimer und Erpolzheimer Bruch.
Eine weitere Felsformation auf der Waldgemarkung mitten im Pfälzerwald ist nahe dem ehemaligen Forsthaus Lindemannsruhe die Kupferfelsen.
Die Pflanzenart Berg-Sesel aus der Gattung der Bergfenchel war früher ebenso vor Ort vertreten.

## Kultur und Sport

### Pfalzmuseum für Naturkunde
Im Jahr 1981 entstand im Ortsteil Grethen das Pfalzmuseum für Naturkunde. Es trägt den Beinamen Pollichia-Museum, da die Ursprünge des Museums eng mit der Geschichte der Pollichia (Verein für Naturforschung und Landespflege) verknüpft sind. Bereits im Jahr 1842, nur zwei Jahre nach Gründung der POLLICHIA, erklärte sich der Stadtrat Bad Dürkheims dazu bereit, Räumlichkeiten im Rathaus für die Unterbringung und Präsentation der Sammlungen zur Verfügung zu stellen. Aber erst durch die Gründung des Pfalzmuseum für Naturkunde im Jahr 1981 fand die Sammlung eine feste Bleibe.

### Stadtmuseum
Das Stadtmuseum ist in einem ehemaligen Weingut in der Innenstadt untergebracht. Auf über 800 Quadratmetern Ausstellungsfläche befinden sich Abteilungen zu unterschiedlichen Themen: Lokale Volkskunde, Weinbau, Stadtgeschichte (u. a. zu Valentin Ostertag, Johannes Fitz und Rosa Maas), Kloster Limburg, der Hardenburg, dem römische Leben, lokale Archäologie. Das Museum ist barrierefrei.

### Kultureinrichtungen und Kulturszene
Neben diesen beiden Museen verfügt Bad Dürkheim über eine Öffentliche Bibliothek, eine Städtische Musikschule, eine Ballettschule sowie eine Tanzschule. Die Breite des Bereichs Kreativität wird vor allem durch drei Vereine abgedeckt: Theater an der Weinstraße, Trägerverein offene Werkstatt im Haus Catoir und der Kunstverein Bad Dürkheim mit seiner Aktivengruppe. Weitere Vereine im Bereich Kultur sind der Drachenfels-Club, die Museumsgesellschaft Bad Dürkheim, die Karnevalgesellschaft Derkemer Grawler und der Verein Rock die Burg, sowie Rockwinzer.
Zudem bestehen weitere zehn Gruppen und Vereine, in denen musiziert und gesungen wird. Besonders erwähnenswert sind hier die Stadtkapelle Bad Dürkheim e. V. und der Musikverein Leistadt e. V.

### Räumlichkeiten für Kultur
In der Stadt stehen unterschiedliche Räumlichkeiten für Kulturveranstaltungen zur Verfügung: Die Burgkirche, die Limburg, das Dürkheimer Haus, das Haus Catoir und die Salierhalle. Zudem gibt es Pläne die denkmalgeschützte Brunnenhalle im Kurpark aufwendig zu einem professionellen Veranstaltungsort auszubauen.

### Veranstaltungen
Über das ganze Jahr verteilt finden wiederkehrende, öffentliche Veranstaltungen in Bad Dürkheim statt. Zum überwiegenden Teil werden diese von der Stadtverwaltung organisiert. Beispiele hierfür sind das Stadtfest am Christi Himmelfahrt Wochenende, der Limburg-Sommer, und das Winzerpicknick mit seinem Kunstmarkt im Mai, sowie der Dürkheimer Advent. Herausragende Großveranstaltungen sind der Wurstmarkt und die Weinbergnacht.

#### Wurstmarkt

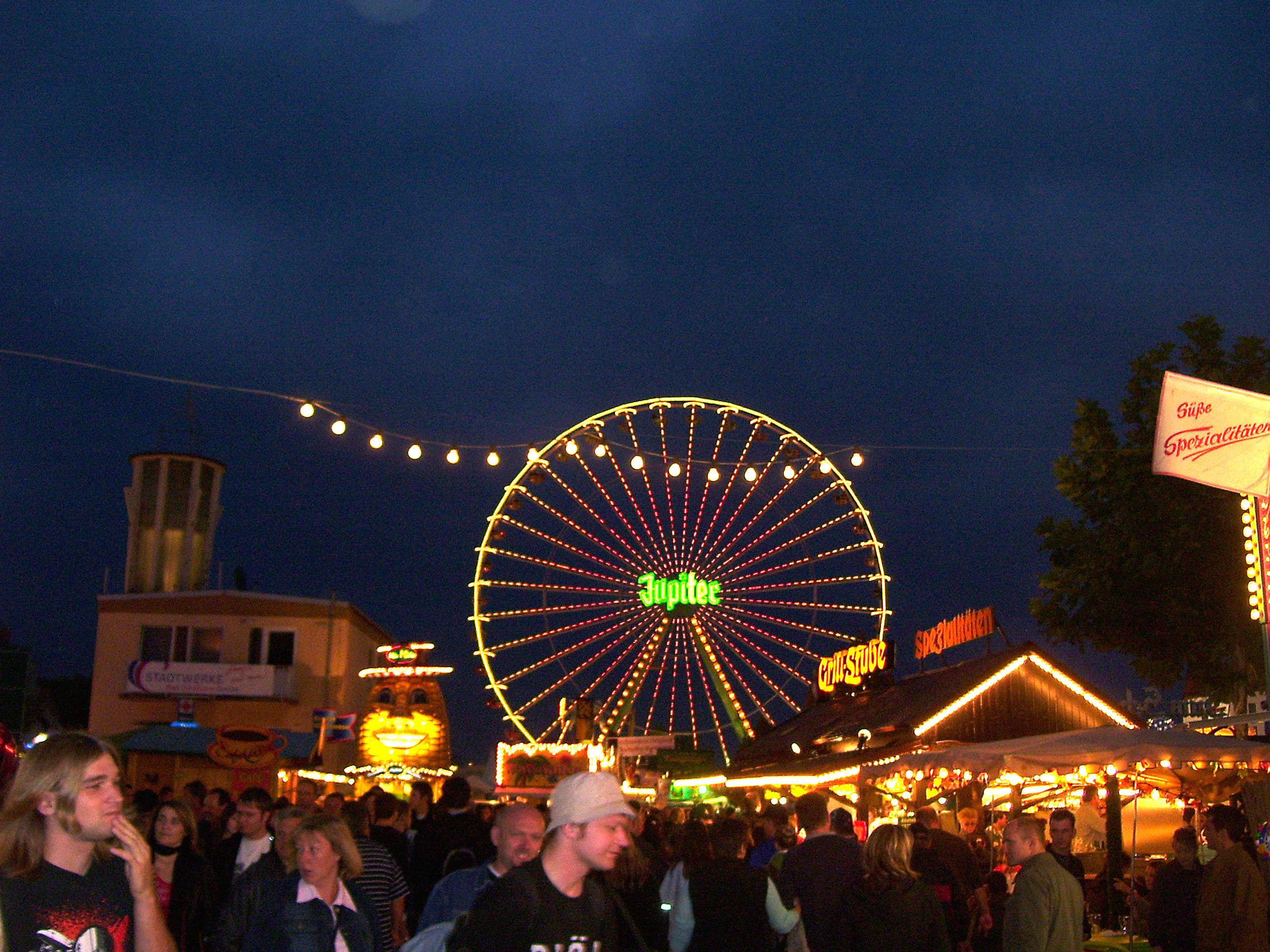
Wurstmarkt 2007 bei Nacht

Bekannt ist Bad Dürkheim vor allem durch den Wurstmarkt, das mit über 600.000 Besuchern als größtes Weinfest der Welt gilt und ein Volksfest von überregionaler Bedeutung ist. Er findet jährlich am zweiten und dritten Septemberwochenende statt.
Der Wurstmarkt entstand im Jahr 1416 durch den Handel mit Wurst und Wein. Heute zieht das Weinfest nicht nur überregionale, sondern auch viele internationale Touristen an. Getragen wird ein Großteil des kulinarischen Angebotes von lokalen Akteuren, allen voran durch die ortsansässigen Weinbaubetriebe, aber auch durch gemeinnützige Vereine und die lokale Gastronomie.

#### Weinbergnacht

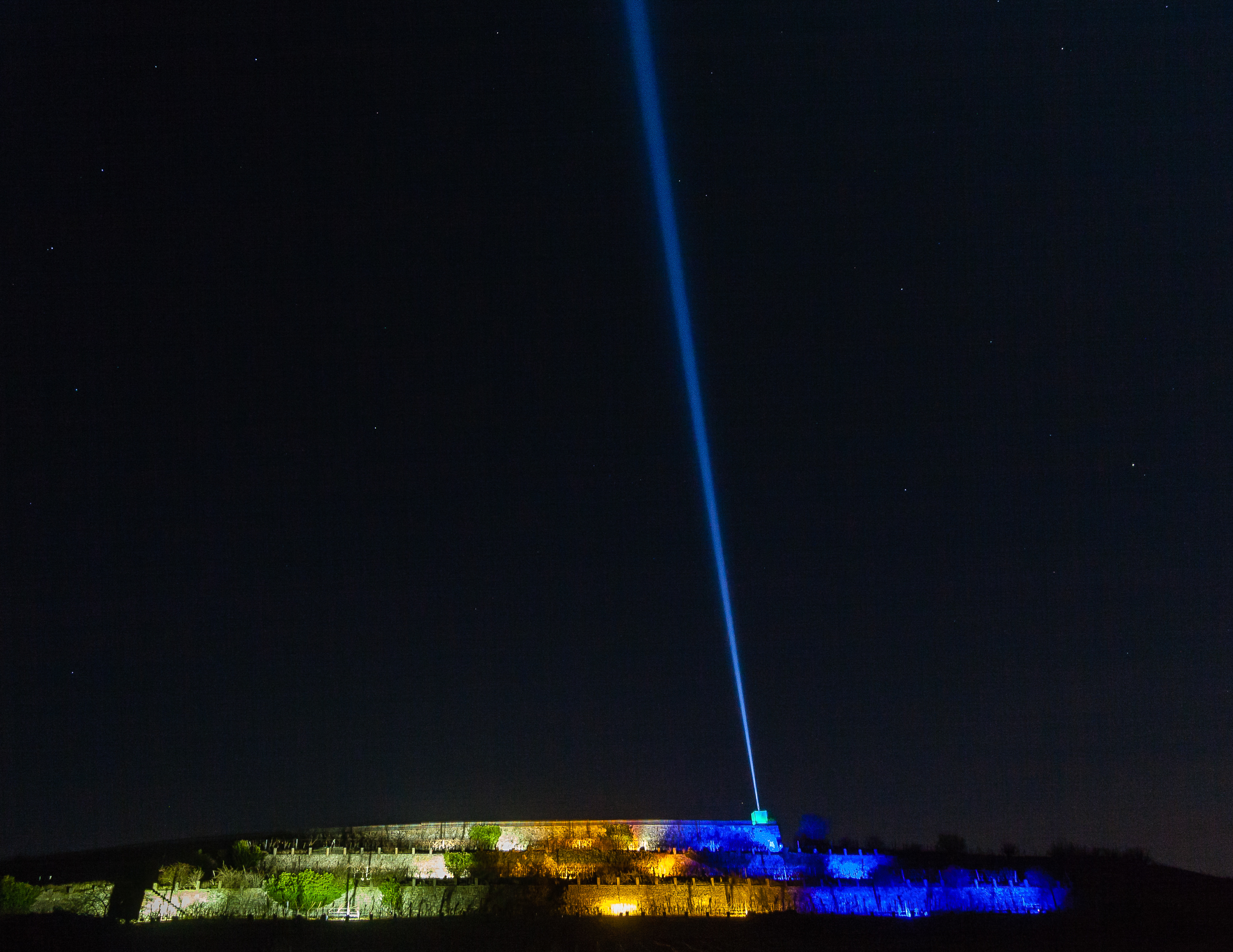
Himmelsscheinwerfer beim Weinbergleuchten in Bad Dürkheim am 7. März 2009

Einmal jährlich Mitte März findet die größte Open-Air-Weinprobe der Pfalz statt. Auf einem 6 km langen Rundweg durch die beleuchteten Weinberge bieten Winzer und Gastronomen Weine und Speisen an.